# Remco Evenepoel
Pour les articles homonymes, voir Remco (prénom), Remco et Evenepoel.
Remco Evenepoel, né le 25 janvier 2000 à Alost, est un coureur cycliste belge, membre de l'équipe Soudal Quick-Step. Il pratique de 5 à 17 ans le football (principalement au RSC Anderlecht et au PSV Eindhoven), et est sélectionné plusieurs fois dans les équipes nationales belges. Reconverti dans le cyclisme en 2017, il devient dès ses débuts le grand espoir du cyclisme belge. Il remporte en 2018, dès sa seconde année sportive, les championnats du monde, d'Europe et de Belgique pour la catégorie Juniors à la fois pour le contre-la-montre et la course en ligne, soit les six titres possibles. Il fait ses débuts professionnels en 2019, à l'âge de 19 ans. Il remporte notamment la Classique de Saint-Sébastien en 2019, 2022 et 2023, le championnat d'Europe du contre-la-montre en 2019, ainsi que plusieurs courses à étapes dont le Tour de Pologne en 2020, le Tour de Belgique en 2019 et en 2021 et le Tour du Danemark en 2021. En 2022, il gagne son premier Monument, Liège-Bastogne-Liège, puis le Tour d'Espagne avant de devenir champion du monde sur route. Il s'impose de nouveau sur Liège-Bastogne-Liège la saison suivante, avant de remporter le titre de champion du monde du contre-la-montre. 
Il devient le premier double champion olympique du contre-la-montre et de la course en ligne aux  Jeux olympiques d'été 2024 à Paris,  puis il conserve son titre de champion du monde du contre-la-montre quelques semaines plus tard.

## Biographie
Remco Evenepoel est le fils unique de Patrick Evenepoel, lui-même coureur cycliste professionnel de 1992 à 1994, et d'Agna Van Eeckhout.

### Football
Remco Evenepoel commence sa carrière de footballeur à l'âge de cinq ans au RSC Anderlecht. Entre onze et quatorze ans, il joue trois saisons au poste de milieu défensif avec le PSV Eindhoven, après quoi il revient à Anderlecht. En 2014 et 2015, Evenepoel joue un total de quatre matchs avec la sélection nationale belge U15. En 2015 et 2016, il joue cinq matches avec la sélection U16, dont il porte le brassard de capitaine. En 2016, il finit treizième du semi-marathon de Bruxelles en 1 h 16 min 15 s à 16 ans 9 mois.
Après avoir dû rester plusieurs fois sur les bancs des remplaçants à Anderlecht, il rejoint le KV Malines début 2017,. Las, il arrête sa carrière de footballeur quatre mois plus tard.

### Cyclisme

#### Carrière en junior

##### 2017, les débuts en cyclisme à 17 ans: premières victoires en juillet
Le 2 avril 2017, il fait ses débuts dans le cyclisme, sport dans lequel son père Patrick Evenepoel était professionnel de 1992 à 1994 (vainqueur notamment du Grand Prix de Wallonie en 1993). Lors de sa première course avec les juniors (moins de 19 ans) à Léau (Zoutleeuw), il termine 71e. Pour pouvoir performer en cyclisme, il commence à perdre plusieurs kilos qui le rendent plus affûté. Trois mois plus tard, le 1er juillet 2017, il remporte la première victoire de sa carrière sur la course Bollebeek-Asse dans sa province natale du Brabant flamand. Il gagne avec quelques dizaines de mètres d'avance sur ses poursuivants après avoir dynamité tout le final de l’épreuve avec Thibaut Ponsaerts, alors considéré comme l’un des meilleurs coureurs de la catégorie. Le 8 juillet, il remporte en solitaire avec une avance de 48 secondes la 3e étape de la Bizkaiko Itzulia entre Karrantza et les Cuevas de Pozolagua (94,9 km) au Pays basque et se classe deuxième du classement général derrière Ben Healy et devant Oier Lazkano. Quatre semaines plus tard, le 5 août 2017, il gagne la 2e étape B d'Aubel-Thimister-La Gleize longue de 106,2 km à Thimister en solitaire avec 24 secondes d'avance sur ses premiers poursuivants. Il termine la saison 2017 avec sept victoires[réf. souhaitée] dont La Philippe Gilbert Juniors et la Route des Géants (devant Ilan Van Wilder), deux courses vallonnées du calendrier international. À la fin de la saison, il est sélectionné pour le championnat du monde à Bergen, en Norvège, mais doit abandonner après trois chutes.

##### 2018: six titres: mondiaux, européens et nationaux pour les courses en ligne et contre-la-montre

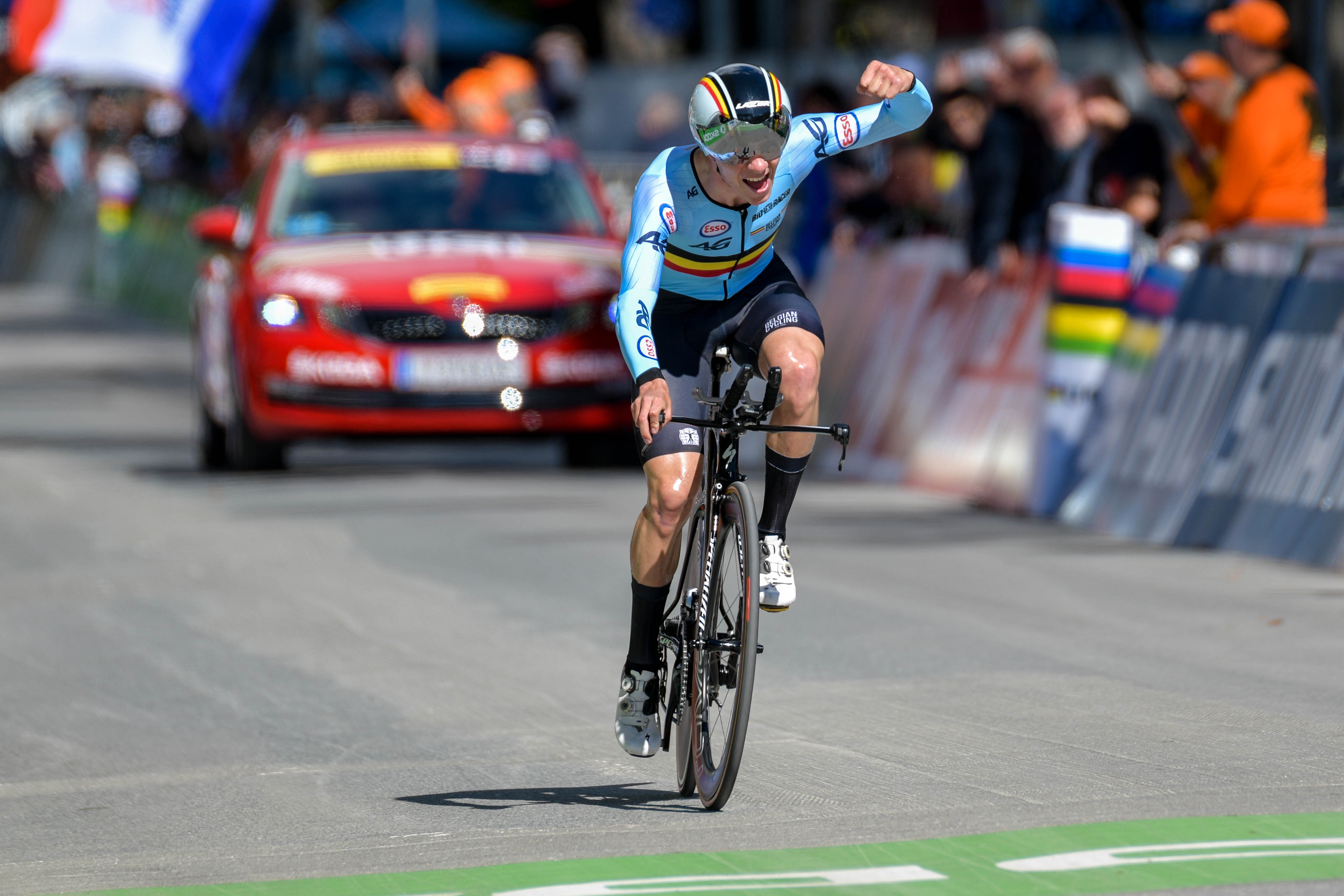
Remco Evenepoel aux championnats du monde junior du contre-la-montre en septembre 2018.

Dans sa deuxième saison avec les juniors, il commence avec une victoire dans le championnat de club à Rumst. Il remporte ensuite Kuurne-Bruxelles-Kuurne juniors et la Guido Reybrouck Classic, puis le championnat de Belgique du contre-la-montre juniors début mai. Ce jour-là, il roule huit secondes plus vite que le champion de Belgique espoirs (moins de 23 ans). Une semaine plus tard, après deux victoires d'étapes, il gagne le général de la Course de la Paix juniors, l'une des courses par étapes les plus difficiles et prestigieuses du calendrier des juniors. Fin mai, il remporte une étape et le classement final du Trophée Centre Morbihan et devient champion de Belgique sur route juniors.
En juillet 2018, il devient champion d'Europe du contre-la-montre juniors. Il gagne devant son compatriote Ilan Van Wilder et l'Italien Antonio Tiberi. Dans la catégorie espoirs, seul Edoardo Affini réalise un meilleur temps que lui. Dans la course en ligne, deux jours plus tard, Evenepoel attaque à 100 kilomètres de l'arrivée et gagne avec une avance de près de dix minutes sur le Suisse Alexandre Balmer. C'est également la première fois qu'un coureur réalise le doublé course en ligne et contre-la-montre dans cette catégorie. Trois jours plus tard, il signe un contrat de deux ans avec l'équipe World Tour belge Quick-Step Floors,. En septembre, il devient champion du monde du contre-la-montre juniors avec une minute vingt-trois d'avance sur son dauphin Lucas Plapp. Dans la course en ligne, deux jours plus tard, après être revenu d'une chute en début de course, Evenepoel attaque à 38 kilomètres de l'arrivée et gagne avec plus d'une minute d'avance sur ses opposants. Il devient le premier coureur à obtenir le doublé course en ligne et contre-la-montre dans cette catégorie tant en championnat d'Europe qu'au championnat du monde. En octobre, il gagne le Chrono des Nations juniors, sa dernière course avant de passer professionnel avec Deceuninck-Quick-Step en 2019. Ses résultats de 2018 en juniors sont exceptionnels : 5 classements généraux gagnés sur 5 courses à étapes courues, 9 courses d'un jour gagnées sur 12 participations et 9 victoires d'étapes sur 19 courues, soit 23 victoires sur 36 possibles selon procyclingstats.com dont les six maillots mondiaux, européens et nationaux aussi bien pour les courses en ligne que pour les contre-la-montre, ce qui n'avait jamais été réalisé. En 2019, il ne roulera donc pas dans la catégorie espoirs et rejoint directement le peloton des professionnels à l'âge de 19 ans.

#### Carrière professionnelle chez Quick-Step (2019-2025)

##### 2019: titre européen et médaille mondiale clm, succès sur la Classique de Saint-Sébastien

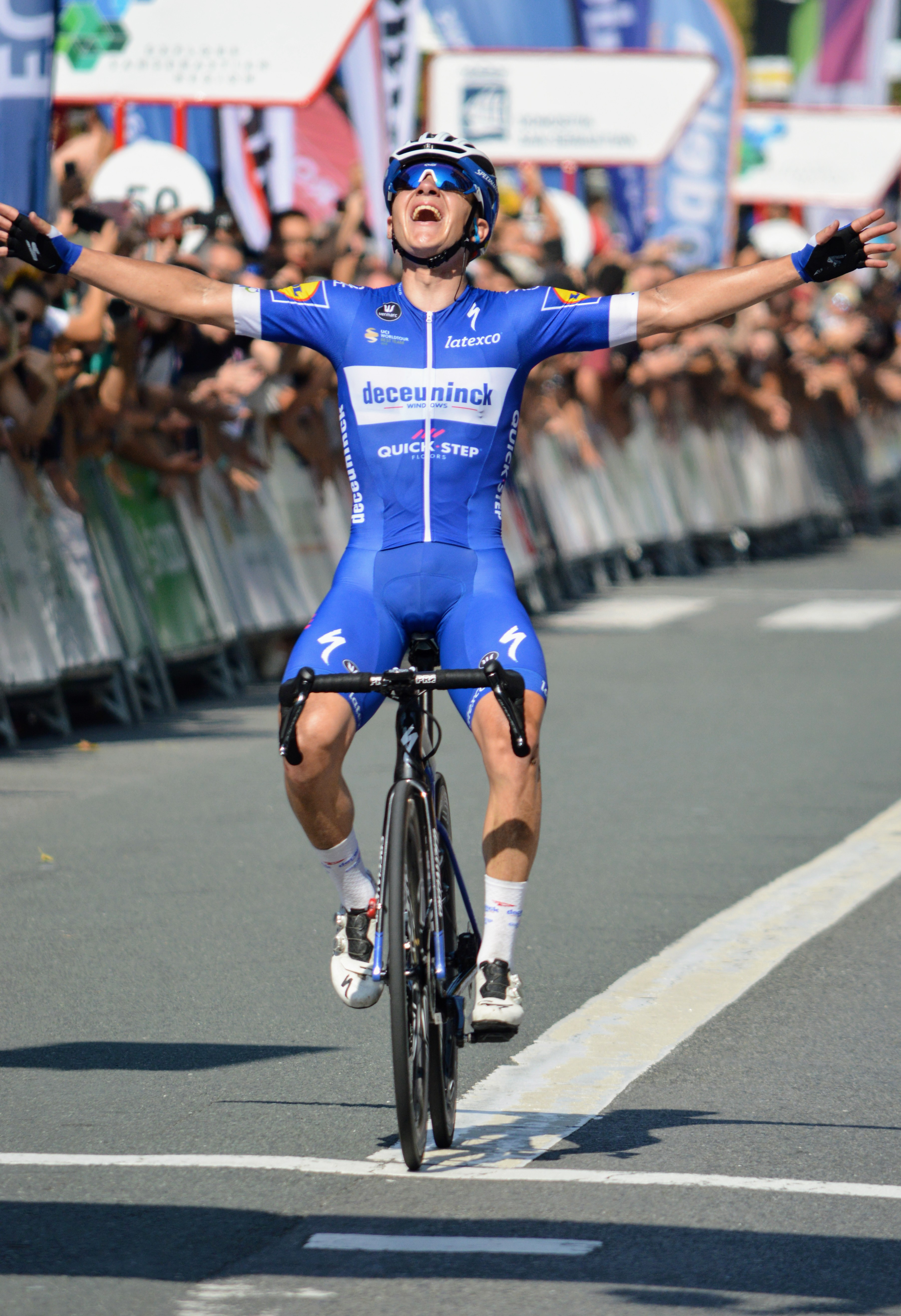
Victoire sur la Classique de Saint-Sébastien

La première course professionnelle à son programme est le Tour de San Juan, où, lors du contre-la-montre, il obtient la troisième place, et termine à la neuvième place et meilleur jeune. Durant l'UAE Tour, sa première course World Tour, il chute et abandonne lors de la troisième étape, après s'être classé quinzième de l'étape reine à Jebel Hafeet (en). Sur le Tour de Turquie, il prend la quatrième place de l'étape reine et du général. En juin, lors de la manche des Hammer Series ayant lieu au Limbourg, il guide son équipe vers la victoire dans le Hammer Climb.
Il remporte la semaine suivante sa première victoire professionnelle le 13 juin 2019 à Zottegem lors de la deuxième étape du Tour de Belgique dont il gagne le classement final devant Victor Campenaerts et Tim Wellens. Troisième du championnat de Belgique de contre-la-montre derrière Wout van Aert et Yves Lampaert, il est, le dimanche suivant, le grand animateur de la course en ligne du championnat de Belgique sur route à Gand. Il reprend la compétition lors de l'Adriatica Ionica Race. Échappé lors de l'étape reine, il s'impose le lendemain après s'être extirpé du peloton dans les 20 derniers kilomètres.
Le 3 août, il participe à sa première classique, la Classique de Saint-Sébastien. Il prend part à cette course pour aider Julian Alaphilippe, tenant du titre, mais ce dernier abandonne en course. Evenepoel peut donc jouer sa carte personnelle. Il est distancé par les favoris à 38 kilomètres de l'arrivée mais parvient à revenir quelques kilomètres plus tard. Parti en tête à une vingtaine de kilomètres de l'arrivée avec le Letton Toms Skujiņš, il distance son compagnon d'échappée dans la dernière ascension et s'impose en solitaire, devançant son compatriote Greg Van Avermaet de 38 secondes et devenant à 19 ans et 7 mois le plus jeune vainqueur d'une course World Tour.
Le double champion d'Europe du contre-la-montre et tenant du titre Victor Campenaerts déclare forfait, Evenepoel le remplace et devient, le 8 août, champion d'Europe du contre-la-montre sur route élite à Alkmaar. Il dédie cette victoire à son compatriote Bjorg Lambrecht, décédé quelques jours plus tôt au Tour de Pologne, ainsi qu'à son équipier Stef Loos, mort dans une collision en mars. Le 25 septembre 2019, il devient à 19 ans le plus jeune médaillé de ces championnats en étant vice-champion du monde du contre-la-montre derrière l'Australien Rohan Dennis, tenant du titre. En décembre, il est élu sportif belge de l'année.

##### 2020: quatre courses à étapes avant une lourde blessure
Ayant gardé de bons souvenirs de son Tour de San Juan 2019, il réitère le choix d'y commencer sa saison pour sa deuxième année chez les professionnels. Pris lors de la première étape dans une chute causée par un spectateur à 3,5 kilomètres de la ligne d'arrivée, le jury des commissaires décide finalement de classer les coureurs impliqués dans le même temps que le vainqueur du jour, Rudy Barbier. Cela lui permet de revêtir le maillot de leader du classement général à la suite de la 3e étape et de son large succès lors du contre-la-montre, devançant de plus de 30 secondes Filippo Ganna, deuxième. Lors de la cinquième étape qui se termine par un col, Remco est piégé dans une bordure. Il reprend sa place dans le groupe des favoris au début du col et se classe cinquième de l'étape, conservant ainsi sa première place au classement général. Deux jours plus tard, il remporte ainsi le Tour de San Juan. Le 20 février, il remporte l'étape reine du Tour de l'Algarve devant Maximilian Schachmann et Dan Martin et s'empare du classement général par la même occasion. Trois jours plus tard, il remporte la course grâce à une victoire lors du contre-la-montre final, avec 10 secondes d'avance sur le champion du monde en titre Rohan Dennis.
À la suite de la pandémie de Covid-19, il reprend sa saison le 28 juillet lors du Tour de Burgos. Grâce à une accélération à deux kilomètres de l'arrivée, laissant sur place George Bennett, Mikel Landa et Esteban Chaves, habitués des arrivées en altitude, il s'impose au sommet du Picon Blanco lors de la troisième étape et prend la tête du classement général, qu'il conserve jusqu'au bout. Le 8 août, il gagne la quatrième étape du Tour de Pologne et prend le maillot de leader de l'épreuve en surclassant ses adversaires après une échappée solitaire d'une cinquantaine de kilomètres. Il coupe la ligne d'arrivée à Bukowina Tatrzańska avec près de deux minutes d'avance sur son plus proche poursuivant, Jakob Fuglsang, en brandissant le dossard de son coéquipier Fabio Jakobsen, victime d'une lourde chute lors du sprint de la première étape. Il remporte le Tour le lendemain à l'issue de l'étape finale remportée par son coéquipier Davide Ballerini. Il comptabilise ainsi sa neuvième victoire de la saison, sa quatrième course par étapes de l'année en autant de participations et sa première course par étapes sur le World Tour.
Le 15 août 2020, lors du Tour de Lombardie, membre du groupe de tête, il chute dans la descente du Mur de Sormano à 40 kilomètres de l'arrivée. Il commet une erreur de trajectoire à l'entrée d'un pont en pierre, son vélo heurtant un parapet, le projetant une dizaine de mètres en contrebas. Il souffre d'une fracture du bassin et d'une contusion au poumon à la suite de cette chute, provoquant la fin de sa saison. Il avouera avoir eu beaucoup de chance d'être tombé au meilleur endroit possible car le sol était très rocailleux. Il précisera même être tombé sur un faisan. Avec 9 victoires engrangées lors d'une année 2020 pourtant interrompue pour lui dès le 15 août, il termine troisième du classement des coureurs ayant remporté le plus de victoires derrière Arnaud Démare (14 victoires) et Primož Roglič (12 victoires) et ex æquo avec Tadej Pogačar.

##### 2021: le retour en mai
Remco Evenepoel commence 2021 en rejoignant son équipe en stage sur la Costa Blanca. Il continue sa convalescence qui se déroule d’une façon satisfaisante. Il déclare mi-janvier qu’il n’est plus monté sur un vélo depuis plusieurs semaines en raisons de douleurs, et ajoute qu’il n’y a pas d'inquiétude à avoir, étant toujours dans les temps dans son planning de revalidation. Interrompant son stage pour revenir en Belgique, il passe des examens qui indiquent une cicatrisation non complète. Il doit alors attendre trois semaines de plus avant de reprendre les entrainements sur route.
Le 8 février 2021, son équipe annonce qu'un examen récent montre que la blessure a assez guéri pour reprendre les entraînements. Il déclare alors être très heureux de cette nouvelle et vouloir procéder étape par étape, de décider de son programme, mais surtout de progresser. Il reprend alors les entrainements en intérieur uniquement, jusqu'au 19 février quand il publie un message sur ses réseaux sociaux, annonçant sa première sortie en extérieur. Sur Sporza, il confie avoir commis des erreurs de communication avec les docteurs, notamment en cachant une douleur à la hanche mais aussi avoir été très inquiet, car son os avait du mal à se consolider et que si, c'était maintenant chose faite, l'intérieur devait encore être renforcé.
Il effectue alors plusieurs sorties avec ses coéquipiers pour retrouver des kilomètres, par exemple en faisant une reconnaissance partielle du Circuit Het Nieuwsblad 2021, sans y participer ou lors d'un stage d'altitude sur le Teide ou en Sierra Nevada. Le 6 avril 2021, son équipe, Deceuninck-Quick-Step annonce que Remco Evenepoel prolonge son contrat avec le Wolfpack jusqu'en 2026. Un contrat étonnant par sa longueur dans le temps, mais témoignant de l'ambition du manager du jeune coureur belge, Patrick Lefevere. Ce dernier voulant construire un projet à plus long terme, tourné désormais aussi vers les grands tours ce qui converge avec les ambitions d'Evenepoel.
Il prépare activement le Giro en continuant les entrainements, sur les routes de Liège-Bastogne-Liège et en reconnaissance sur l'étape des chemins de vigne, 11e étape du Giro, similaire aux Strade Bianche. La tactique de Deceuninck-Quick-Step s'articulera autour de João Almeida. Evenepoel, qui assume y aller sans ambition, aura quant à lui le rôle d'électron libre dû à l'inconnue de sa forme lors de la reprise en compétition. Il effectue son retour à la compétition le 8 mai lors du Giro, soit 267 jours après sa chute. Il se classe 7e de la première étape disputée contre-la-montre, à 2 secondes de son coéquipier João Almeida. Il grimpe dans le classement général au fur et à mesure des étapes de la première semaine. Il est 4e à la fin de la deuxième étape, 3e après la troisième étape. À la fin de la première semaine de course, il est deuxième du classement général, à 14 secondes derrière Egan Bernal, vainqueur du Tour de France 2019, ce qui lui permet de porter pendant plusieurs jours le maglia bianca. Après neuf mois sans compétition, le jeune Belge impressionne en devançant des coureurs comme Simon Yates et Dan Martin.
Cependant, il perd plus de deux minutes sur Egan Bernal lors de la 11e étape et il recule à la 7e place. Il déclare vouloir encore viser un top 10 bien que cela sera compliqué à cause de coureurs comme Romain Bardet, derrière lui au classement et jugés plus forts en montagne. Il subit une lourde défaillance sur la 16e étape, dans les Dolomites, terminant 58e à 25 minutes du vainqueur et leader du classement général Egan Bernal. Lors de la 17e étape, il surprend en se faisant lâcher du peloton très tôt dans la course pour recoller quelques kilomètres plus tard. Iljo Keisse déclare que Evenepoel s'était relevé pour économiser de l'énergie car ce dernier avait prévu quelque chose pour l'étape du lendemain, mais qu'il a rattrapé accidentellement le peloton. Lors de cette même étape, dans la descente du col de San Valentino, Evenepoel chute et passe au-dessus de la rambarde de sécurité. Selon lui, c'est un accident qui n'aurait pas du se produire, mais il n'avait aucune chance d'éviter une chute. Un son de cloche confirmé par son directeur sportif, Klaas Lodewyck, qui estime que le virage à l'aveugle et la vitesse ont rendu la chute quasi inévitable. Alors qu'il se relève et s'assied sur le rail de sécurité, Mikel Nieve arrive et lui fonce dedans causant encore plus de blessures. Finalement, Evenepoel, souffrant de lacérations de la peau et de contusions, quitte le Giro avant le départ de la 18e étape. Il quitte donc son premier grand tour en concluant être triste d'abandonner la course prématurément, mais que cela lui a été d'une bonne expérience et qu'il espère y revenir un jour.

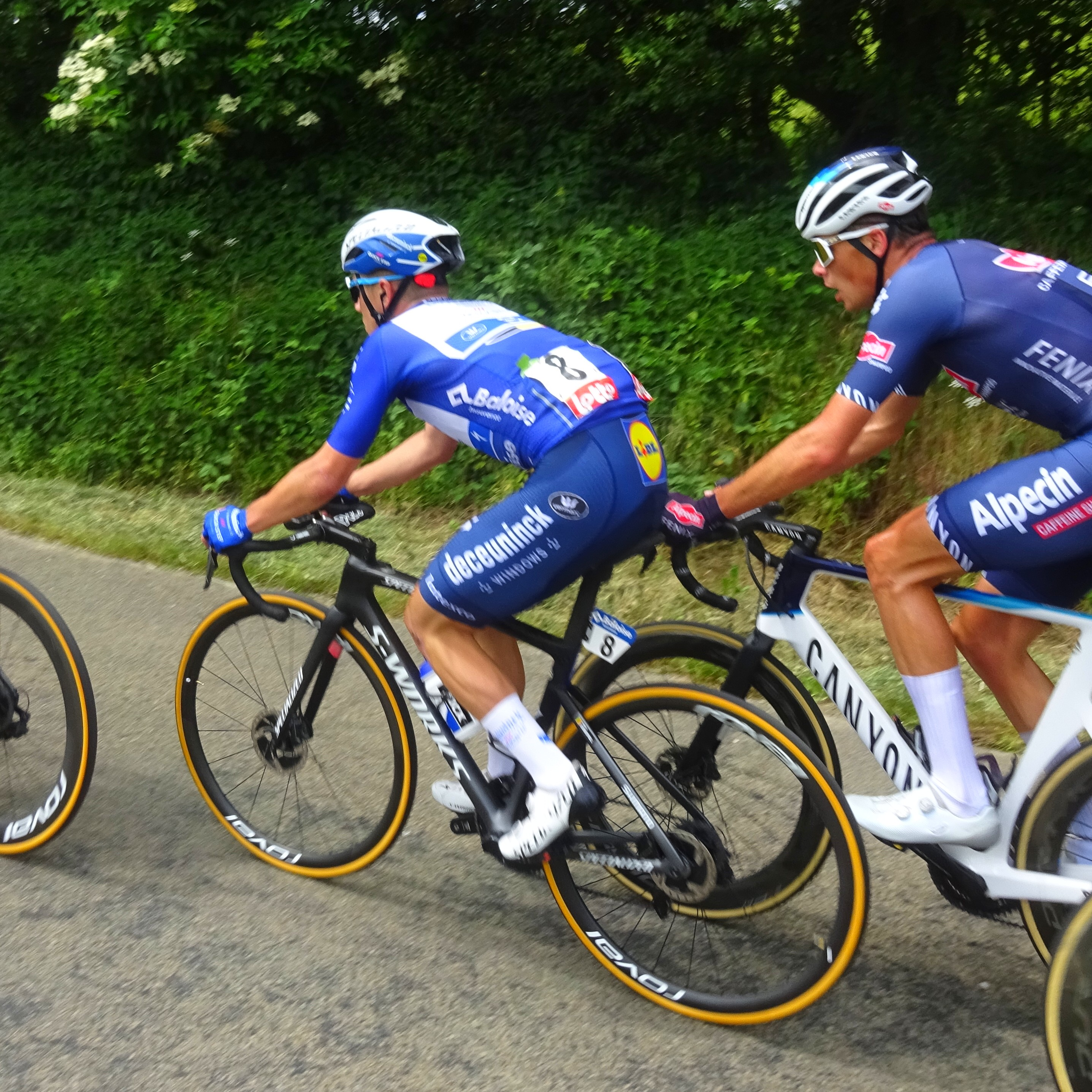
Remco Evenepoel avec le maillot de leader du Tour de Belgique 2021

Remco Evenepoel reprend la compétition au Tour des onze villes où il se met au service de son équipier Mark Cavendish. Il décide in extremis de participer au Tour de Belgique dont il est le dernier vainqueur en 2019. Auteur d'une échappée lors de la première étape, il termine deuxième de l'étape mais s'empare du maillot bleu de leader grâce aux bonifications qu'il avait récoltées en cours d'étape. Le lendemain, il remporte sa première victoire de l'année en s'adjugeant la deuxième étape disputée contre-la-montre à Knokke-Heist et en creusant un bel écart avec ses principaux adversaires. Avec son équipe, il contrôle les trois dernières étapes et remporte le classement général de cette course. Le 16 juin, il participe au contre-la-montre des Championnats de Belgique de cyclisme sur route sur un parcours de 37,6 kilomètres autour d’Ingelmunster. Il y réalise le deuxième chrono et termine à 20 secondes de son équipier Yves Lampaert. Le 20 juin, il prend part à la course en ligne dont il est l'un des favoris. Il arrive à suivre l'attaque décisive de Wout van Aert avec lequel il collabore directement avant d'être rejoints peu après par Edward Theuns. Bien qu'il ait essayé d'attaquer plusieurs fois pour lâcher ses compagnons, Evenepoel arrive au sprint, où il se sait battu d'avance et termine troisième de la course. C'est la dernière course à laquelle il participe jusqu'aux épreuves olympiques de cyclisme sur route au Japon. Lors de ces Jeux Olympiques, il termine 49e de la course en ligne où son compatriote Wout van Aert remporte la médaille d'argent et 9e de l'épreuve contre-la-montre à plus de deux minutes du vainqueur Primož Roglič.
Du 10 au 14 août, il participe au Tour du Danemark. Vainqueur en solitaire de la troisième étape en dominant nettement ses adversaires malgré une sortie de route dans une descente, il s'adjuge le classement général non sans avoir remporté la cinquième et dernière étape disputée contre-la-montre. Le 26 août, il remporte sa vingtième victoire professionnelle lors de la Course des raisins à Overijse après un raid solitaire de 60 kilomètres et malgré l'interruption momentanée de la course à 30 km du terme à cause d'un véhicule en feu le long du parcours. Deux jours plus tard, il participe à la Brussels Cycling Classic dont le final se déroule à proximité de son domicile. Faisant partie d'un groupe de sept coureurs à l'avant de la course, il se retrouve avec le seul Aimé De Gendt en tête à la suite d'une erreur de parcours de cinq de ses adversaires. Il lâche ensuite De Gendt sur un tronçon en faux plat montant à 11 kilomètres du terme et franchit la ligne d'arrivée en vainqueur à Bruxelles. Ensuite, il participe au Benelux Tour mais, malade, il est non-partant au départ de la cinquième étape.
Le 9 septembre, il est l'un des deux représentants belges à l'épreuve contre-la-montre des Championnats d'Europe disputés à Trente en Italie. Bien que le tracé plat et très roulant du parcours de 22,4 km ne le favorise pas, il termine troisième de ce chrono à 15 secondes du vainqueur Stefan Küng, champion d'Europe en titre, et à 7 secondes du favori italien Filippo Ganna et remporte donc la médaille de bronze. Trois jours plus tard, il obtient une seconde médaille, celle-ci en argent, lors de la course en ligne de ces mêmes Championnats d'Europe, arrivant à deux avec Sonny Colbrelli mais battu au sprint par l'Italien. Le 19 septembre, le championnat du monde de contre-la-montre se dresse devant lui entre Knokke-Heist et Bruges. Il arrive à se hisser à la troisième marche du podium à 43 secondes du vainqueur Filippo Ganna, champion du monde sortant, et à 38 secondes de son compatriote Wout van Aert. Le dimanche suivant, lors de la course en ligne de ce championnat du monde dont l'arrivée est jugée à Louvain, il se met au service de Wout van Aert désigné par le sectionneur de l'équipe belge Sven Vanthourenhout comme seul leader de la formation tricolore mais sans résultat positif pour l'équipe belge. Cet échec est largement commenté dans les médias où Evenepoel et van Aert s'opposent dans leurs déclarations,.
Après avoir roulé pour son coéquipier João Almeida au Tour d'Émilie où il prend néanmoins la cinquième place, Evenepoel remporte le 4 octobre, sous une pluie battante, la Coppa Bernocchi après être parti à l'attaque avec cinq autres coureurs à plus de 130 kilomètres de l'arrivée et s'être isolé en tête pour les 35 derniers kilomètres. Il participe pour la deuxième fois au Tour de Lombardie, la course qui l'avait vu chuter lourdement quatorze mois auparavant. Pointé parmi les favoris, il ne peut toutefois pas suivre les meilleurs dans la dernière ascension importante et se classe à la 19e place de cette classique. Il poursuit la saison 2021 en participant au Chrono des Nations, épreuve disputée contre-la-montre où il prend la cinquième place. Pendant l'année 2021 débutée en mai, il remporte huit victoires mais aucune acquise lors d'épreuves reprises au calendrier de l'UCI World Tour et monte cinq fois sur le podium aux championnats du monde, d'Europe et de Belgique.

##### 2022: triplé: Liège-Bastogne-Liège, Vuelta et Mondiaux
Remco Evenepoel entame sa saison le 2 février par une victoire lors de la première étape du Tour de la Communauté valencienne en lâchant ses adversaires dans la dernière montée à 5 kilomètres de l'arrivée à Torralba del Pinar et en endossant le maillot jaune. Mais il est dessaisi de son maillot de leader par Aleksandr Vlasov à la suite de la troisième étape où il coince dans l'ultime kilomètre. Il termine ce tour à la deuxième place du classement général tout en remportant le classement du meilleur jeune. Le 19 février, il remporte, avec près d’une minute d’avance sur le Suisse Stefan Küng (Groupama-FDJ), la 4e étape du Tour de l'Algarve disputée en contre-la-montre sur 32,2 km et s'empare du maillot jaune de leader du classement général. Le lendemain, il contrôle ses principaux adversaires et termine cinquième lors de la cinquième et dernière étape, remportant ainsi pour la seconde fois le Tour de l'Algarve et signant sa vingt-cinquième victoire professionnelle.
Pour la première fois de sa carrière, il s'aligne sur Tirreno-Adriatico et termine deuxième de la première étape disputée contre-la-montre, 11 secondes derrière le spécialiste Filippo Ganna mais devançant Tadej Pogačar de 7 secondes. Il reste deuxième du classement général derrière Pogačar jusqu'à la cinquième étape mais doit céder du terrain en concédant 4 minutes lors de la double ascension du Mont Carpegna à la fin de la sixième étape. Il termine la course à la onzième place du classement général. Du 4 au 9 avril, il prend part au Tour du Pays basque, épreuve de l'UCI World Tour. Il est deuxième de la première étape disputée contre-la-montre pointé à 5 secondes de Primož Roglič. Ensuite, il emmène son coéquipier Julian Alaphilippe dans les derniers hectomètres des 2e, 3e et 4e étapes, permettant au champion du monde français de signer une victoire et deux deuxièmes places. Lors de la 5e étape, il provoque une contre-attaque qui met Roglič en difficulté, termine troisième et s'empare du maillot jaune. Mais il ne peut suivre les meilleurs lors de la dernière ascension de la 6e étape et termine finalement à la quatrième place du classement général tout en remportant le maillot du meilleur jeune.

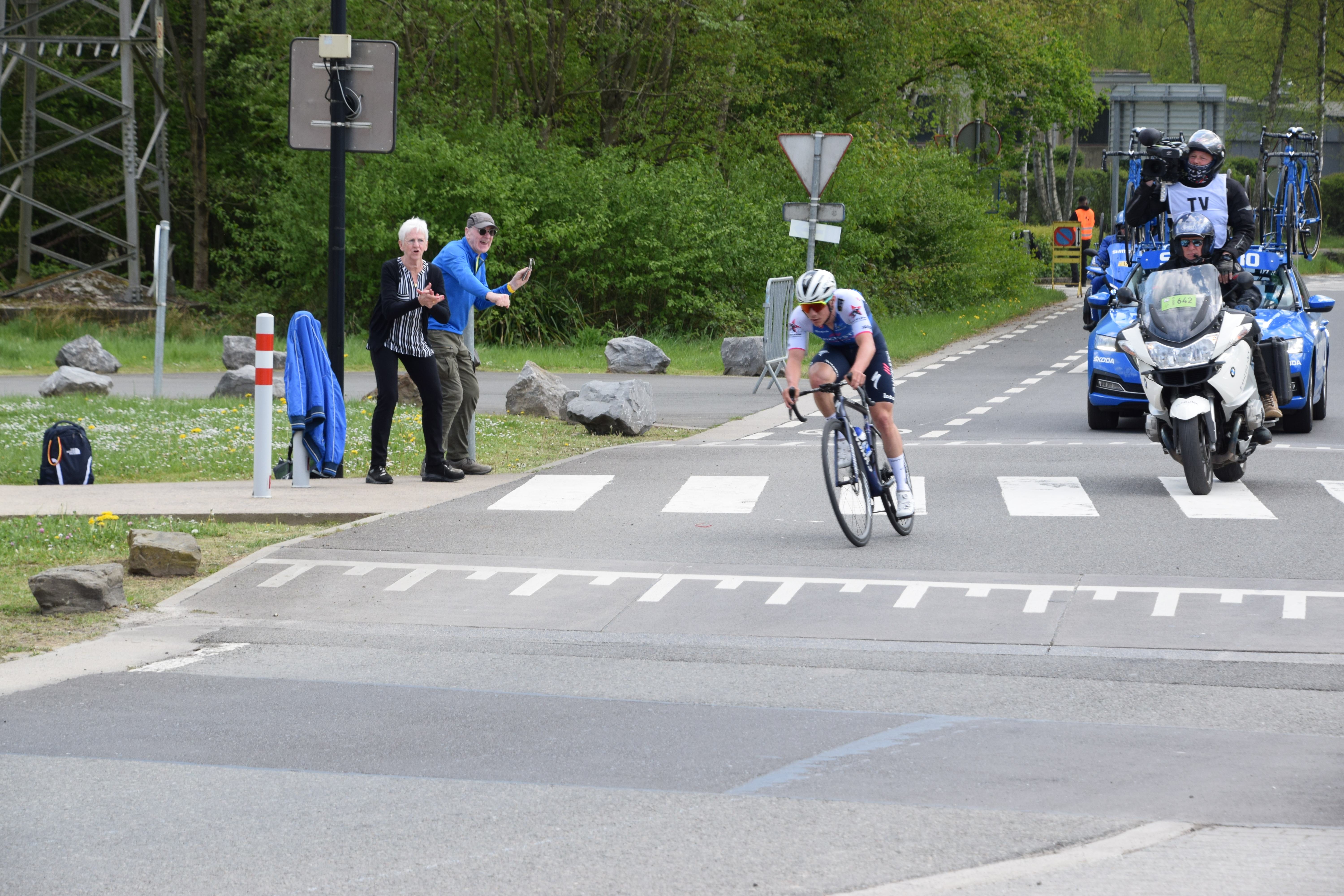
Remco Evenepoel seul en tête à Liège-Bastogne-Liège.

Il participe ensuite à la Flèche brabançonne dont il termine 6e. En difficulté sur les monts pavés, il déclare ne pas être « fait pour les classiques flandriennes ». Le 20 avril, il joue le rôle de lieutenant de Julian Alaphilippe pour la Flèche wallonne mais le champion du monde échoue au pied du podium.
Quatre jours plus tard, il remporte en solitaire son premier monument : Liège-Bastogne-Liège, après avoir attaqué à 29 km de l'arrivée, dans les derniers mètres de la Côte de La Redoute. Il rattrape puis dépasse successivement les derniers membres de l'échappée matinale pour s'isoler en tête dès les premières pentes de la côte de la Roche-aux-faucons. Le podium est 100 % belge grâce à la seconde place de Quinten Hermans et la troisième place du champion de Belgique Wout van Aert.
Il reprend la compétition le 24 mai en participant au Tour de Norvège et remporte d'emblée la première étape entre Bergen et Voss en accélérant dans les derniers hectomètres d'une arrivée en légère montée. Ensuite, il gagne en solitaire la troisième étape après avoir lâché ses adversaires dans la montée finale à 5 km de l'arrivée puis la cinquième étape au sprint. Avec trois victoires sur les routes norvégiennes, il remporte logiquement le classement général de ce Tour de Norvège. Le 31 mai, il s'isole en tête à 9 kilomètres de l'arrivée et remporte la 78e édition de la Gullegem Koerse. Du 12 au 19 juin, il participe au Tour de Suisse. Il ne peut suivre les meilleurs dans certains cols lors des dernières étapes mais, le dernier jour, il gagne le contre-la-montre à Vaduz devant Geraint Thomas qui s'empare du maillot jaune. Il se classe onzième du classement général.
Le 23 juin, il devient champion de Belgique du contre-la-montre à Gavere sur une distance de 34,8 km devançant son équipier Yves Lampaert de 36 secondes et le recordman de l'heure Victor Campenaerts de 1 min 33 s. Après un mois sans compétition, il prend part à la classique de Saint-Sébastien le 30 juillet. Parti seul en tête à 45 km du terme dans la côte d'Erlaitz, il accroît régulièrement son avance sur ses adversaires et termine la course en vainqueur presque deux minutes devant Pavel Sivakov. Il s'agit du plus long solo victorieux (44,6 km) de l'histoire de cette épreuve, un record qui, jusqu'à ce jour, était détenu par l’espagnol Miguel Indurain (40 km en 1990).

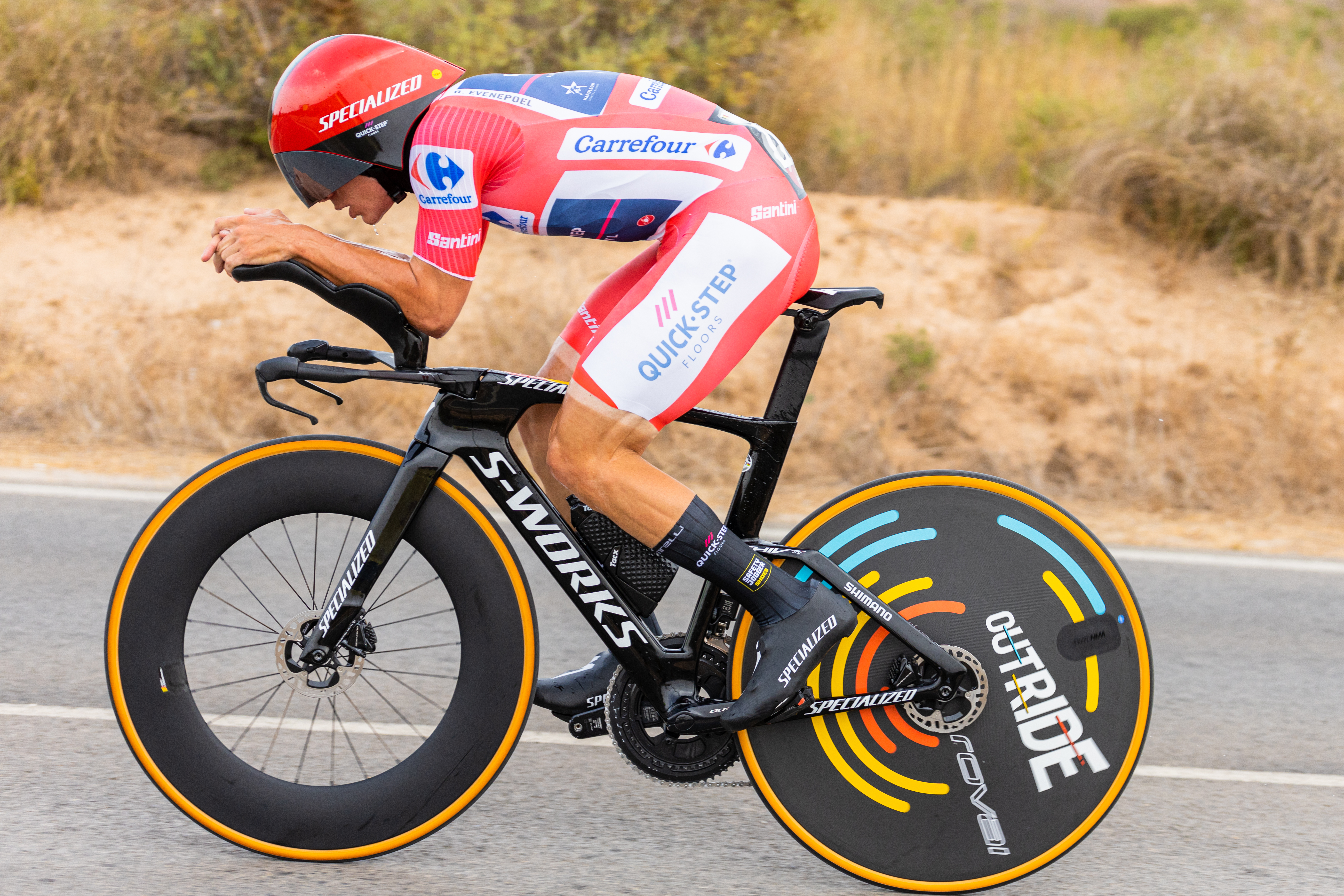
Remco Evenepoel lors de la 10e étape du Tour d'Espagne.

Le 19 août, il prend le départ du Tour d'Espagne, pour sa deuxième participation à un Grand tour après celle au Giro 2021. Lors de la 6e étape courue sous la pluie, il termine deuxième au sommet du Pico Jano après avoir lâché au train le triple tenant du titre Primož Roglič et les principaux favoris à 8 kilomètres de l'arrivée. Il endosse le maillot rouge, le premier maillot de leader d'un Grand tour de sa carrière. La 10e étape de cette Vuelta est disputée contre-la-montre entre Elche et Alicante sur 31 kilomètres. Evenepoel y remporte sa première victoire sur un Grand tour avec 48 secondes d’avance sur Primož Roglič et une minute sur son équipier français Rémi Cavagna, confortant ainsi son avance au classement général. Il est victime d'une chute à 45 km de l'arrivée de la 12e étape, dans une portion en légère descente. Il repart sans dommage et finit l'étape, cuissard déchiré, dans le même temps que ses principaux rivaux. Enric Mas a bien tenté de l'attaquer dans l'ascension finale de Peñas Blancas (19 km à 6,7 %). Mais Evenepoel n'a pas vacillé en conservant ses 2 min 41 s d'avance sur Primož Roglič et ses 3 min 3 s sur l'Espagnol. Lors de la 14e étape, il connaît pour la première fois une petite défaillance dans les plus forts pourcentages de la Sierra de la Pandera (8,4 km à 7,8 %) après avoir perdu du terrain mètre après mètre, à la suite d'une attaque de son dauphin Primož Roglič. Il franchit la ligne d’arrivée en 8e position à 56 secondes du vainqueur de l'étape Richard Carapaz et cède sur son plus proche rival au classement général 48 s + 4 s de bonification pour la 3e place. Il conserve son maillot rouge, avec 1 min 49 s d'avance sur Roglič et 2 min 43 s sur Mas. Il confie lors de l'interview d'après course, avoir ressenti des douleurs musculaires à la suite de sa chute dans la 12e étape. Dès les premières pentes de l'ascension de l'Alto Hoya de la Mora (19,3 km à 7,9 %), de l'étape reine de la Sierra Nevada, à plus de 2 500 mètres d'altitude, l'équipe Jumbo-Visma fait exploser le peloton maillot rouge et Remco Evenepoel se retrouve dans le groupe des favoris. Il se fait distancer à 10 km du sommet par le duo Mas - López et continue à gravir à son rythme l'ascension finale, ne se faisant lâcher par son rival Roglič qu'à 1,5 km du sommet, lui cédant 15 secondes sur la ligne d'arrivée et 42 secondes, bonifications comprises, sur Enric Mas. Il termine 10e et conserve 1 min 34 s d'avance sur Roglič, et 2 min 1 s sur Mas au général. Alors que la 16e étape est promise aux sprinteurs, Primož Roglič attaque contre toute attente dans la dernière bosse, et Remco Evenepoel au même instant se fait distancer, victime d'une crevaison à 2 km de l'arrivée. Le Slovène chute lourdement à quelques mètres de la ligne, en plein sprint. Il franchit difficilement la ligne, après avoir mis beaucoup de temps à se relever, le côté droit du corps entièrement rapé. En bénéficiant de la règle du reclassement (puisqu'il est tombé dans les trois derniers kilomètres), Roglič reprend 8 secondes à Evenepoel, lui étant reclassé sur le groupe du peloton (la règle stipule que lorsqu'un coureur est victime d'une chute ou d'un problème technique à moins de trois kilomètres de l'arrivée, son temps est calqué sur celui du peloton dans lequel il figurait avant l'incident). Le lendemain matin, Primož Roglič, triple tenant du titre et principal concurrent de Remco Evenepoel à la victoire est contraint à l'abandon et ne prend pas le départ de la 17e étape. Enric Mas devient désormais le plus proche poursuivant d’Evenepoel, à 2 min 1 s. Toujours avec le maillot rouge sur les épaules, Remco Evenepoel gagne la 18e étape au sommet de l'Alto de Piornal devançant Enric Mas. Après l'étape, il déclare : « C'est la journée la plus parfaite de ma carrière. » En remportant cette Vuelta, le 11 septembre à Madrid, Evenepoel est le premier Belge à gagner un Grand Tour depuis la victoire de Johan De Muynck sur le Giro en 1978.
Le lendemain de sa victoire à la Vuelta, il rejoint l'Australie et le site de Wollongong où se déroulent les Championnats du monde. Pointé comme favori avec l'Italien Filippo Ganna du contre-la-montre le 18 septembre, il termine troisième de cette épreuve derrière l'inattendu vainqueur Tobias Foss et Stefan Küng. Le dimanche suivant, le 25 septembre, il devient champion du monde sur route en remportant la course en ligne après avoir attaqué à 35 km du terme en compagnie du Kazakh Alexey Lutsenko puis roulé seul en tête pendant les 26 derniers kilomètres et pris 2 min 21 s à ses adversaires sur la ligne d'arrivée soit le plus gros écart de ces championnats depuis la victoire de Vittorio Adorni en 1968,. Il revêt le maillot arc-en-ciel dix années après son compatriote Philippe Gilbert. Il devient le premier coureur à remporter la Vuelta et les championnats du monde la même année et le quatrième à gagner la même saison un Monument, un Grand Tour et le championnat du monde sur route après Alfredo Binda (1927), Eddy Merckx (1971) et Bernard Hinault (1980).
De retour en Belgique, Remco Evenepoel, auréolé des ses victoires en Espagne et en Australie, est fêté le 2 octobre dans sa commune de Dilbeek puis apparaît sur le balcon de l'hôtel de ville de la Grand-Place de Bruxelles sous les ovations d'une foule de cinq à sept mille supporters. Le 4 octobre, il étrenne sa tunique arc-en-ciel lors de sa dernière course de la saison : Binche-Chimay-Binche, faisant partie de l'UCI Europe Tour 2022. Sans comptabiliser son succès à la Gullegem Koerse considérée comme une kermesse cycliste, il a remporté en 2022 quinze victoires dont six acquises en UCI World Tour et grimpe à la troisième place du classement mondial UCI 2022.

##### 2023: Liège-Bastogne-Liège, Mondiaux de contre-la-montre
Remco Evenepoel dévoile ses quatre principaux objectifs pour l'année 2023 : le Tour d'Italie, la Classique de Saint-Sébastien qu'il a déjà remportée deux fois, les championnats du monde à Glasgow (en visant plus particulièrement le contre-la-montre) et le Tour de Lombardie où il espère s’imposer trois ans après sa terrible chute. Ces objectifs seront préparés par de longs stages en altitude principalement à Tenerife, ce qui implique moins de courses prévues à son agenda.
Comme en 2019 et 2020, Remco Evenepoel entame la saison en Argentine, au Tour de San Juan. Lors de la deuxième étape, il contribue pleinement à la victoire de son équipier Fabio Jakobsen en imprimant un rythme très soutenu en fin de course. La cinquième étape se terminant par la longue montée de l'Alto del Colorado est la seule étape montagneuse de ce tour. Evenepoel attaque seul à 10 km de l'arrivée mais il est repris puis dépassé trois kilomètres plus loin et termine 7e de l'étape à plus d'une minute du vainqueur Miguel Ángel López. À l'arrivée, il déclare : « Mon attaque était un peu une tentative de suicide. J’aurais peut-être dû garder cette attaque pour le dernier kilomètre. » Il termine à la septième place du classement général.
Au Tour des Émirats arabes unis, il lance le sprint pour son nouvel équipier Tim Merlier qui s'impose de justesse lors de la première étape. Le lendemain, avec son équipe, il gagne le contre-la-montre par équipe avec une seconde d'avance sur le team EF Education EasyPost et trois sur Ineos Grenadiers. Il s'empare du maillot rouge de leader à l'issue de la troisième étape au sommet du Jebel Jais où il se classe à la deuxième place derrière Einer Rubio. Lors de la septième et dernière étape se terminant par l'ascension du Jebel Hafeet, il finit deuxième à 10 secondes d'Adam Yates, qui a attaqué à trois kilomètres du sommet. Il gagne le classement général de ce tour pour la première fois de sa carrière. 
La troisième course de l'année à laquelle participe Remco Evenepoel est le Tour de Catalogne. Annoncé comme un duel Evenepoel-Roglič aux allures de revanche de la Vuelta 2022 ou de préparation au Giro 2023. L'épreuve est effectivement dominée par ces deux coureurs. Le Slovène gagne la première étape devant Evenepoel. Celui-ci remporte la troisième étape au sommet de La Molina après avoir attaqué à 4,5 km de l'arrivée et avoir été suivi par le seul Roglič qui ne prend aucun relais. Evenepoel perd six secondes sur Roglič dans les tout derniers mètres de l'arrivée au sommet de la cinquième étape à Lo Port. Il tente de décrocher son rival slovène lors des deux dernières étapes mais en vain et termine ce tour de Catalogne deuxième du classement général à six secondes de Roglič non sans avoir gagné la septième étape à Barcelone-Montjuïc (la 40e victoire de sa carrière professionnelle). Il remporte les maillots de meilleur grimpeur et de meilleur jeune.

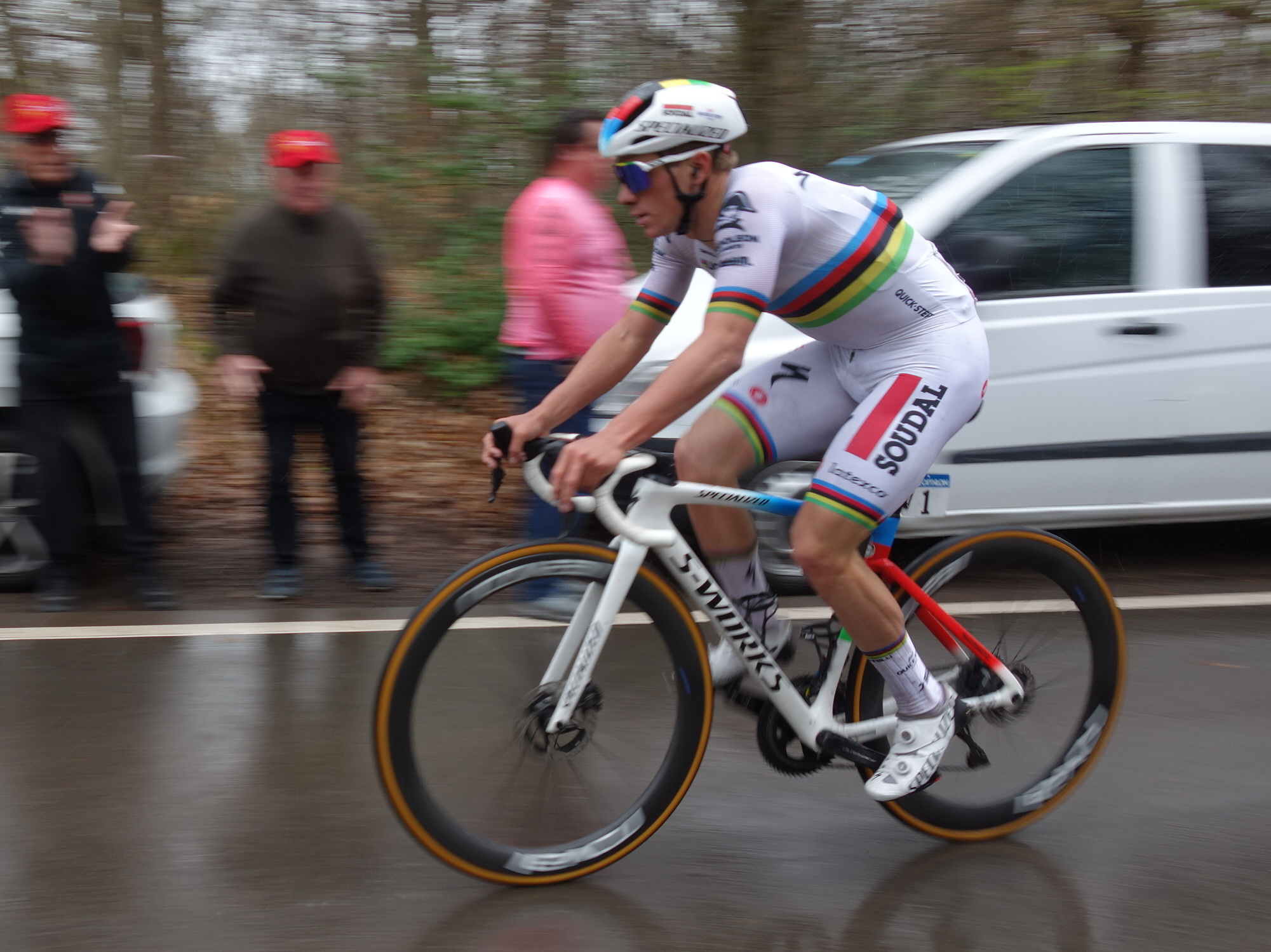
Remco Evenepoel seul en tête dans la côte de la Roche-aux-faucons (Liège-Bastogne-Liège 2023).

Après quatre semaines sans course et un nouveau long stage en altitude sur les pentes du Teide à Tenerife, Evenepoel revient en Belgique pour participer à la classique Liège-Bastogne-Liège qu'il avait remportée l'année précédente. Le premier duel tant attendu de l'année avec Tadej Pogačar tourne court à la suite de la chute du Slovène (fracture du poignet) après 80 kilomètres de course. Parti en tête dans les dernières pentes de la Côte de La Redoute à 33,5 km de Liège, Evenepoel lâche ses adversaires. Tom Pidcock s'accroche encore pendant trois kilomètres et demi puis doit laisser filer le Belge dans la montée de Cornemont. Evenepoel augmente son avance dans la côte des Forges et la Roche-aux-faucons pour gagner sous la pluie avec plus d'une minute d'avance sa seconde Doyenne consécutive, muni du dossard 1 et du maillot de champion du monde.
Le 6 mai 2023, il est au départ du Tour d'Italie avec un statut de favori au même titre que Primož Roglič. Il remporte d'emblée la 1re étape disputée sous la forme d'un contre-la-montre entre Fossacesia et Ortona, le long de la Mer Adriatique, avec une avance de 22 secondes sur Filippo Ganna, le spécialiste en la matière, et s'empare du maillot rose en reléguant João Almeida à 29 secondes et Roglič à 43 secondes. À l'arrivée de la 4e étape, il cède sa tunique rose à Andreas Leknessund mais reste deuxième au classement général, manœuvre supposée tactique afin que l'équipe Soudal Quick-Step n'assume plus temporairement le poids de la course. Lors de la 5e étape disputée sous la pluie, il chute à deux reprises (après 18 km de course à cause d'un chien et à 2,4 km de l'arrivée). Blessé sur le haut de la cuisse droite, avec un hématome, jusque dans le dos, avec des douleurs au sacrum mais sans fracture, il déclare le soir après l'étape : « J'ai fort mal. On va voir ». Le lendemain, il apparaît décontracté au départ de l'étape napolitaine et passe une journée paisible au sein du peloton. Lors de la 8e étape, il est attaqué par Roglič dans une côte à 5 kilomètres de l'arrivée et perd 14 secondes sur le Slovène mais aussi sur Geraint Thomas et Tao Geoghegan Hart. Le 14 mai, il remporte de justesse la 9e étape disputée contre-la-montre sur 35 kilomètres, reprend le maillot rose à Andreas Leknessund mais ne creuse pas les écarts escomptés sur ses principaux adversaires et est déçu de sa performance, déclarant à sa famille présente sur la ligne d'arrivée : « Oui, je crois que je suis en train de tomber malade ». Quelques heures plus tard, son équipe annonce son retrait de l'épreuve en raison d'un test positif au Covid-19. Affecté par cette maladie, il reste une dizaine de jours à son domicile sans pouvoir monter sur un vélo.
Après une convalescence et une reprise progressive des entrainements pendant dix jours dans les Ardennes belges, il reprend la compétition le 11 juin au Tour de Suisse, soit quatre semaines après son retrait du Tour d'Italie. Il termine deuxième de la première étape disputée contre-la-montre à 6 secondes de Stefan Küng et 4 secondes devant Wout van Aert. Dans la 3e étape avec arrivée au sommet, il attaque à 6,4 km de l'arrivée mais ne parvient pas à distancer ses adversaires. Il termine 4e à 21 secondes du vainqueur Mattias Skjelmose Jensen. Il est distancé dans l'ascension du col de l'Albula et perd 1 min.20 s. sur le vainqueur Juan Ayuso qui remporte la 5e étape fatale au Suisse Gino Mäder. Il remporte en solitaire une 7e étape neutralisée sur une bonne partie du parcours et termine deuxième de la 8e et dernière étape disputée contre-la-montre gagnée par Ayuso. Il se classe troisième du classement général remporté par Mattias Skjelmose Jensen. 
Le 22 juin, lors du contre-la-montre des championnats de Belgique à Herzele, il glisse après trois minutes d'effort en abordant un virage sur la route mouillée et se retrouve dans le fossé. Il poursuit néanmoins l'épreuve (gagnée par Wout van Aert) malgré une cuisse et un coude écorchés et se classe quatrième. Trois jours plus tard, il remporte la course en ligne des championnats de Belgique à Izegem sur un circuit local plat qui, a priori, ne l'avantage pas. Il attaque deux fois : à 27 km de l’arrivée entrainant 9 coureurs dans son sillage puis à 10 km du terme où le seul Alec Segaert réussit à le suivre. Il lance le sprint et s'impose aisément.
Remco Evenepoel entame la seconde partie de sa saison 2023 en participant le 29 juillet à la Classique de Saint-Sébastien qu'il a remportée deux fois dont la dernière édition. Il gagne la classique basque en battant Pello Bilbao dans un sprint à deux et égalise le record de trois victoires sur cette course de Marino Lejarreta. Aux Championnats du monde de cyclisme sur route 2023 disputés en Écosse, il termine à la 25e place de la course en ligne à Glasgow, s'étant relevé dans le dernier tour, puis gagne le 11 août le contre-la-montre à Stirling devançant Filippo Ganna de 12 secondes et le jeune Joshua Tarling de 48 secondes. Il offre le premier titre à la Belgique sur cette épreuve, en devient le plus jeune vainqueur et endosse un cinquième maillot différent de championnats en élites sur les six possibles. À 23 ans, il ne manque à son palmarès que le maillot de champion d'Europe pour la course en ligne. Il est le second coureur à avoir été sacré champion du monde pour la course en ligne et le contre-la-montre après Abraham Olano (1995 et 1998).

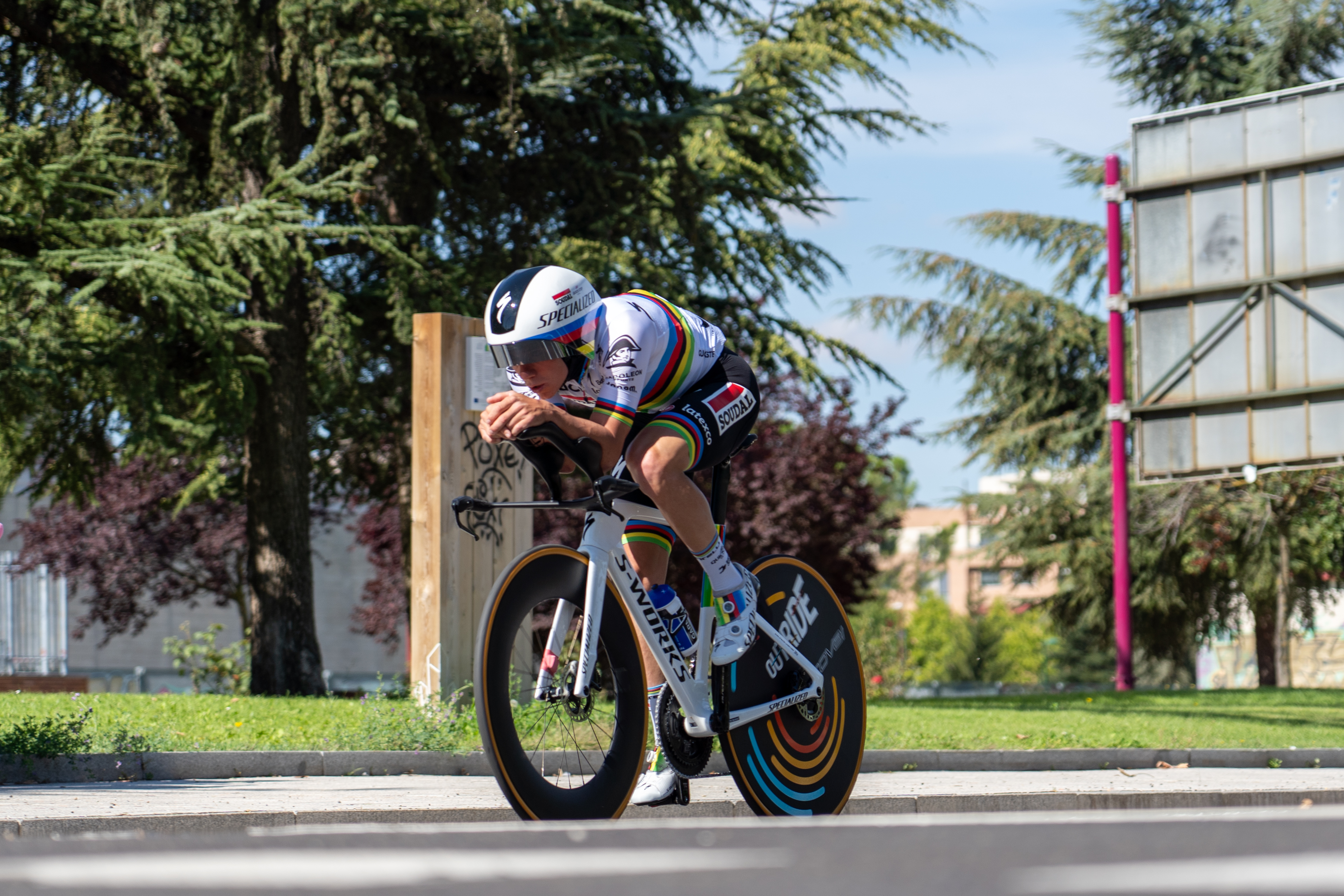
Remco Evenepoel lors de la 10e étape du Tour d'Espagne 2023 clm à Valladolid.

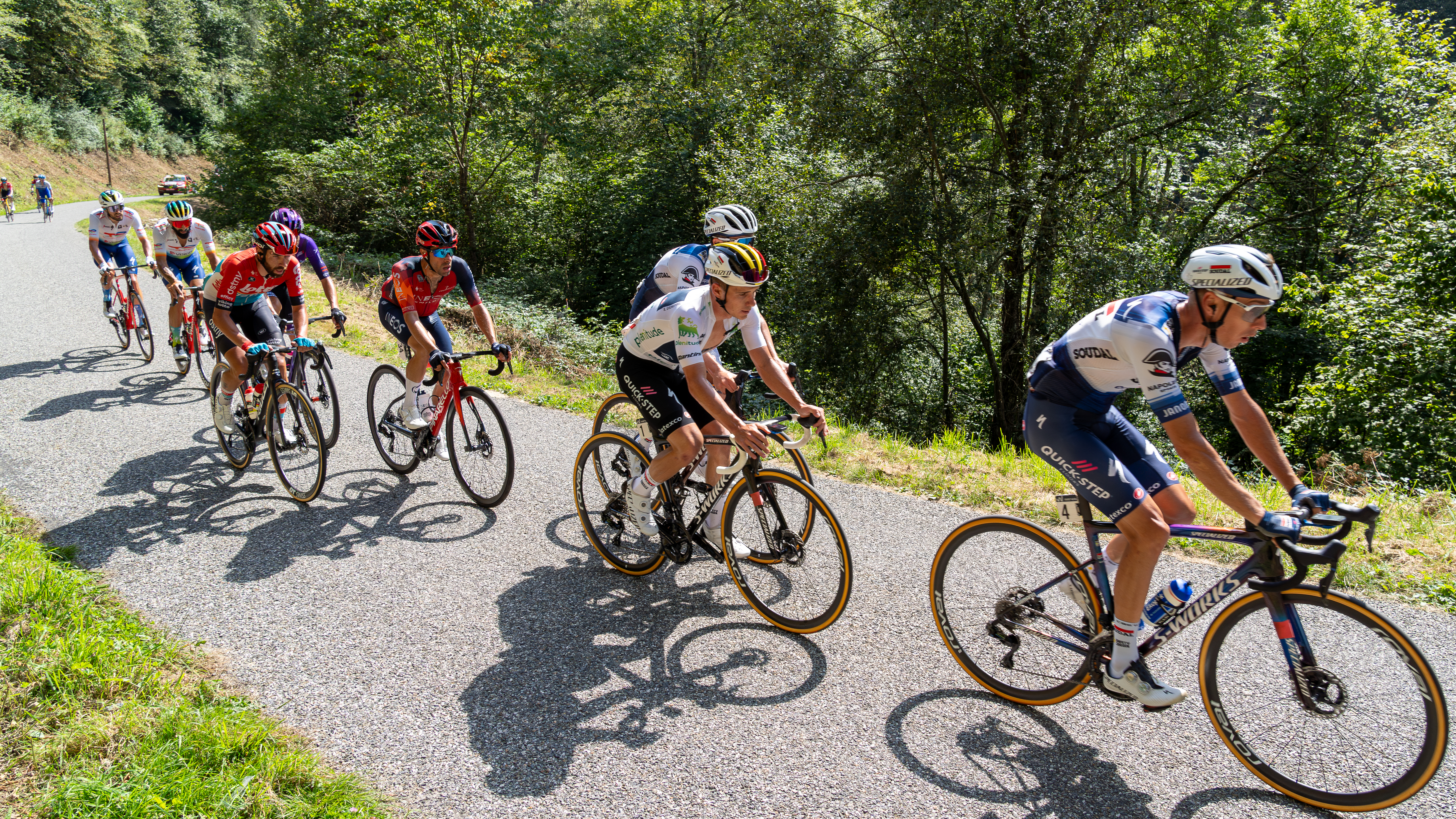
Remco Evenepoel (maillot blanc) en difficulté lors de la 13e étape du Tour d'Espagne 2023.

N'ayant pu terminer le Giro en mai pour cause de Covid, Remco Evenepoel décide de modifier son programme de fin de saison et de défendre son titre sur le Tour d’Espagne. L'opposition s'y avère rude avec la présence entre autres du duo de l'équipe Jumbo-Visma Primož Roglič et Jonas Vingegaard et de ses dauphins de 2022 Enric Mas et Juan Ayuso. Lors de l'étape initiale disputée en début de soirée à Barcelone en contre-la-montre par équipe, il part avec ses coéquipiers en dernière position et doit affronter la pluie et surtout l'obscurité provoquant sa colère. Il déclare à l'arrivée : « Il faisait noir, on ne voyait rien, surtout dans les petites rues et la ville. C’était une course de nuit en fait. C'était hyper dangereux et ridicule ! Il ne fallait pas annuler l'étape, mais juste la faire en journée ». Son équipe ne concède toutefois que six secondes à la formation DSM-Firmenich victorieuse. Il gagne la troisième étape avec arrivée au sommet à Arinsal en Andorre en attaquant à environ 250 mètres de la ligne d'arrivée et s'empare du maillot rouge. Toutefois, il percute une spectatrice après la ligne d'arrivée et s'entaille l'arcade sourcilière mais sans gravité apparente. Il perd le maillot rouge au profit du jeune Lenny Martinez à l'issue de la 6e étape où il concède une trentaine de secondes à ses principaux rivaux Roglič, Vingegaard et Ayuso, mais il reste juste devant eux au classement général. Lors de la 10e étape disputée contre-la-montre dans les rues de Valladolid, il termine deuxième derrière Filippo Ganna et devance tous ses rivaux au classement général. Sur la 13e étape, dans les Pyrénées françaises, Evenepoel craque dès la montée du col d'Aubisque à 90 kilomètres du terme, et à l'arrivée au Tourmalet, son retard s'élève à 27 minutes, condamnant ses chances de victoire sur la Vuelta. Le lendemain, il participe à une échappée d'une vingtaine de coureurs puis fait une bonne partie de la course en tête accompagné par Romain Bardet. À quatre kilomètres du sommet et de l'arrivée à Larra-Belagua, le Français doit toutefois laisser filer Evenepoel vers une deuxième victoire d'étape sur cette Vuelta. Il reprend plus de huit minutes aux leaders du classement général et endosse le maillot à pois du meilleur grimpeur devenu par défaut son nouvel objectif pour la fin de la compétition. Lors de la 15e étape, de nouveau membre d'une échappée, il termine quatrième de l'étape et reprend encore près de trois minutes aux premiers du général. Il se laisse distancer volontairement dans l'ascension finale de la 16e étape où il perd plus de 14 minutes en moins de 5 km et termine antépénultième de l'étape. Cette manœuvre a pour but de lui procurer une plus grande liberté d'action pour les dernières étapes. En effet, il passe à l'offensive dès le lendemain en franchissant en tête les deux premiers cols de 1re catégorie de la journée, engrangeant ainsi un maximum de points pour le classement de meilleur grimpeur avant d'être repris dans l'ascension finale de l'Angliru à 5,5 km du sommet. Il remporte un troisième succès d'étape sur la Vuelta arrivant en solitaire au sommet du Puerto de La Cruz de Linares avec plus de quatre minutes d'avance sur le deuxième lors de la 18e étape. Il s'agit de la cinquantième victoire individuelle de sa carrière professionnelle. Encore présent dans l'échappée de la 20e étape, il finit à la deuxième place derrière Wout Poels. Malgré la première grosse défaillance de sa carrière survenue lors de la 13e étape l'excluant de facto de la lutte pour le maillot rouge, Evenepoel tire quand même un bilan positif de cette Vuelta. Il a en effet gagné trois étapes, terminé trois fois deuxième, remporté le maillot à pois du meilleur grimpeur en surclassement, a été désigné le plus combattif pour quatre étapes et super combattif pour l'ensemble des trois semaines et terminé deuxième du classement par points.
Au Tour de Lombardie, victime d'une chute en début de course, il se blesse au coude, à la cuisse et au genou. Il est distancé dans le Passo di Ganda à une quarantaine de kilomètres de l'arrivée et termine la course à la neuvième place en remportant le sprint d'un deuxième groupe de chasse à 1 min 26 s derrière le vainqueur Tadej Pogačar. Par ailleurs, Evenepoel confirme à l'issue de la classique lombarde poursuivre son contrat chez Soudal Quick-Step pour la saison 2024, le projet de fusion avec Jumbo-Visma n'ayant pas abouti. Il termine la saison 2023 par le Chrono des Nations où il obtient la deuxième place à 13 secondes de Joshua Tarling. 
Avec treize victoires de qualité (onze acquises dans des courses UCI World Tour - meilleur résultat 2023 ex-æquo avec Vingegaard et Roglič - et deux championnats dont un mondial), l'année 2023 est une réussite malgré les objectifs de victoire du classement général non atteints lors les deux Grands Tours auxquels il a pris part. Comme l'année précédente, il se classe à la troisième place du classement mondial UCI 2023.

##### 2024: double champion olympique,3edu Tour, champion du monde du CLM
Les objectifs annoncés d'Evenepoel pour 2024 sont le triplé à Liège-Bastogne-Liège, un top 5 pour son premier Tour de France, deux médailles aux JO de Paris puis, en septembre, les Mondiaux disputés en Suisse. Il commence sa saison 2024 le 10 février au Portugal à la Figueira Champions Classic, course d'un jour inscrite dorénavant au calendrier de l'UCI ProSeries où il remporte la victoire après avoir attaqué à 55 km de l'arrivée et accompli seul cette distance en tête, réalisant l'une des plus longues échappées en solitaire de sa carrière. Il reste au Portugal pour participer quatre jours plus tard au Tour de l'Algarve qu'il a déjà remporté en 2020 et en 2022. Lors de la 2e étape, il termine deuxième dans le même temps que le vainqueur Daniel Martínez au sommet de l'Alto da Fóia. Il prend le maillot jaune à Albufeira à l'issue de la 4e étape disputée contre-la-montre qu'il domine en étant en tête à chaque temps intermédiaire malgré la présence au départ de la plupart des meilleurs spécialistes du chrono. Deuxième de la dernière étape une nouvelle fois derrière Daniel Martínez, il remporte pour la troisième fois le classement général du Tour de l'Algarve en autant de participations.

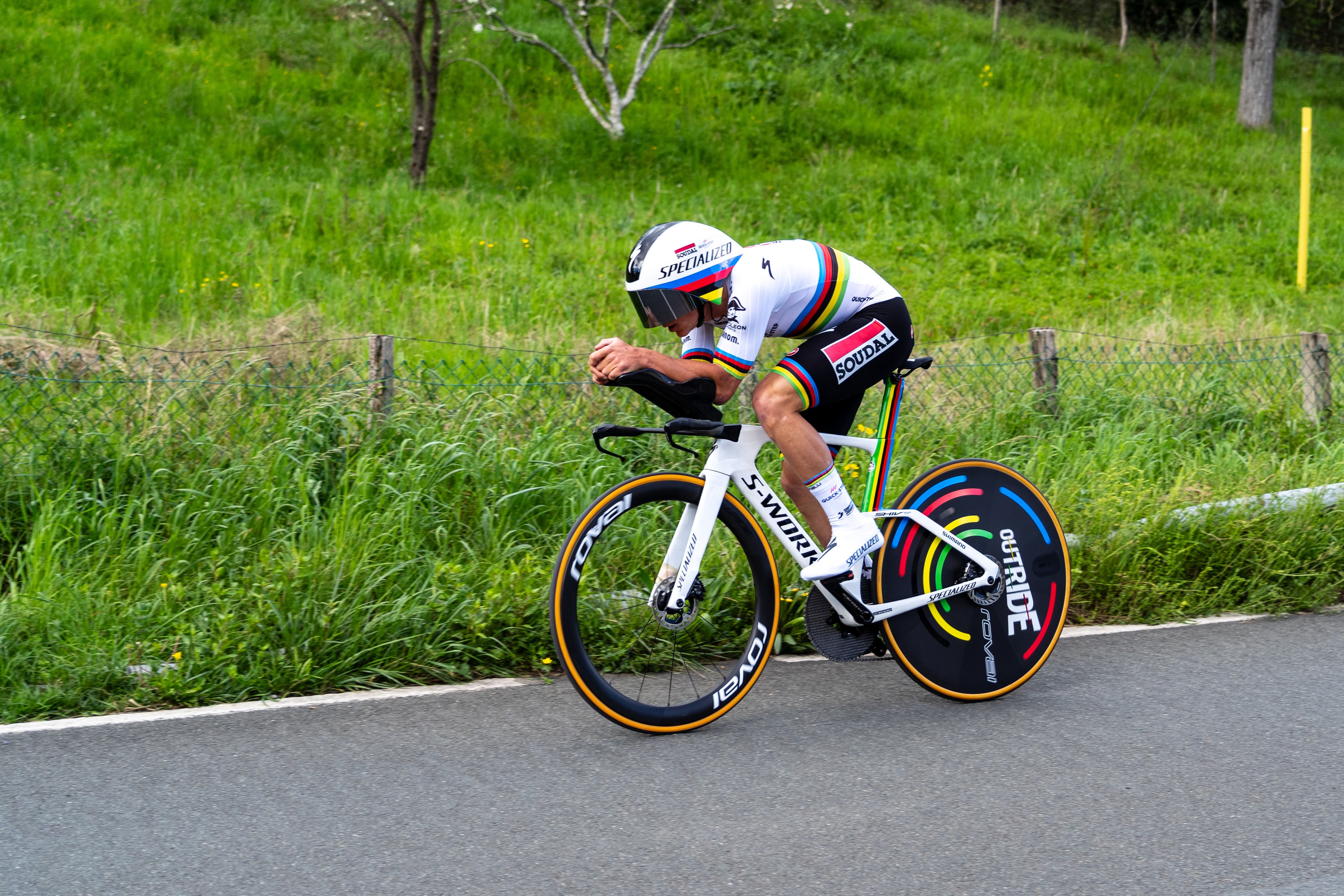
Remco Evenepoel durant la 1re étape clm du Tour du Pays basque.

Au départ de Paris-Nice, il participe pour la première fois en tant que professionnel à une course en ligne organisée en France. Réalisant un total de cinq tops 4 sur les huit étapes, il gagne la dernière étape à Nice devant Matteo Jorgenson mais termine à la deuxième place du classement général à 30 secondes de l'Américain, se consolant en remportant les classements par points et du meilleur grimpeur. Dès le 1er avril, il participe au Tour du Pays basque. Le premier jour, il chute au début du contre-la-montre mais ne perd que 11 secondes sur Primož Roglič, le vainqueur du jour, et termine 4 secondes devant Jonas Vingegaard. Lors de la 4e étape, il est pris dans une chute collective avec, entre autres, Roglič et Vingegaard lors de la descente d'un col et doit abandonner comme ses adversaires à la suite de ses blessures. Deuxième du peloton derrière Mikel Landa, sa roue arrière est sans doute touchée par la glissade de Natnael Tesfatsion (Lidl-Trek) qui le suivait. Déstabilisé, il est déporté dans un sous-bois entre les arbres qu'il évite avant de tomber lourdement sur le sol. Son équipe déclare qu'il souffre d’une double fracture (clavicule droite et omoplate droite) qui va l'empêcher de participer aux classiques ardennaises. Il est opéré le 6 avril à Herentals.
Soixante jours après sa chute au Tour du Pays basque, il reprend la compétition le 2 juin en participant pour la première fois au Critérium du Dauphiné où il déclare s'aligner sans beaucoup d'ambition. Après trois premières étapes où il termine dans le même temps que les premiers, il remporte la 4e étape disputée contre-la-montre entre Saint-Germain-Laval et Neulise avec un avantage de 17 secondes sur Joshua Tarling et s'empare du maillot jaune avec 33 secondes d'avance sur Primož Roglič. Le lendemain, il est pris dans une chute collective lors d'une descente rendue glissante mais repart apparemment sans trop de dommages pour la fin de l'étape neutralisée. Arrivé 8e de la 6e étape au sommet du Collet d'Allevard à 42 secondes de Primož Roglič, vainqueur de l'étape, il cède le maillot jaune au Slovène. Il concède encore du temps en montagne surtout lors de la 7e étape et termine le Dauphiné à la septième place.

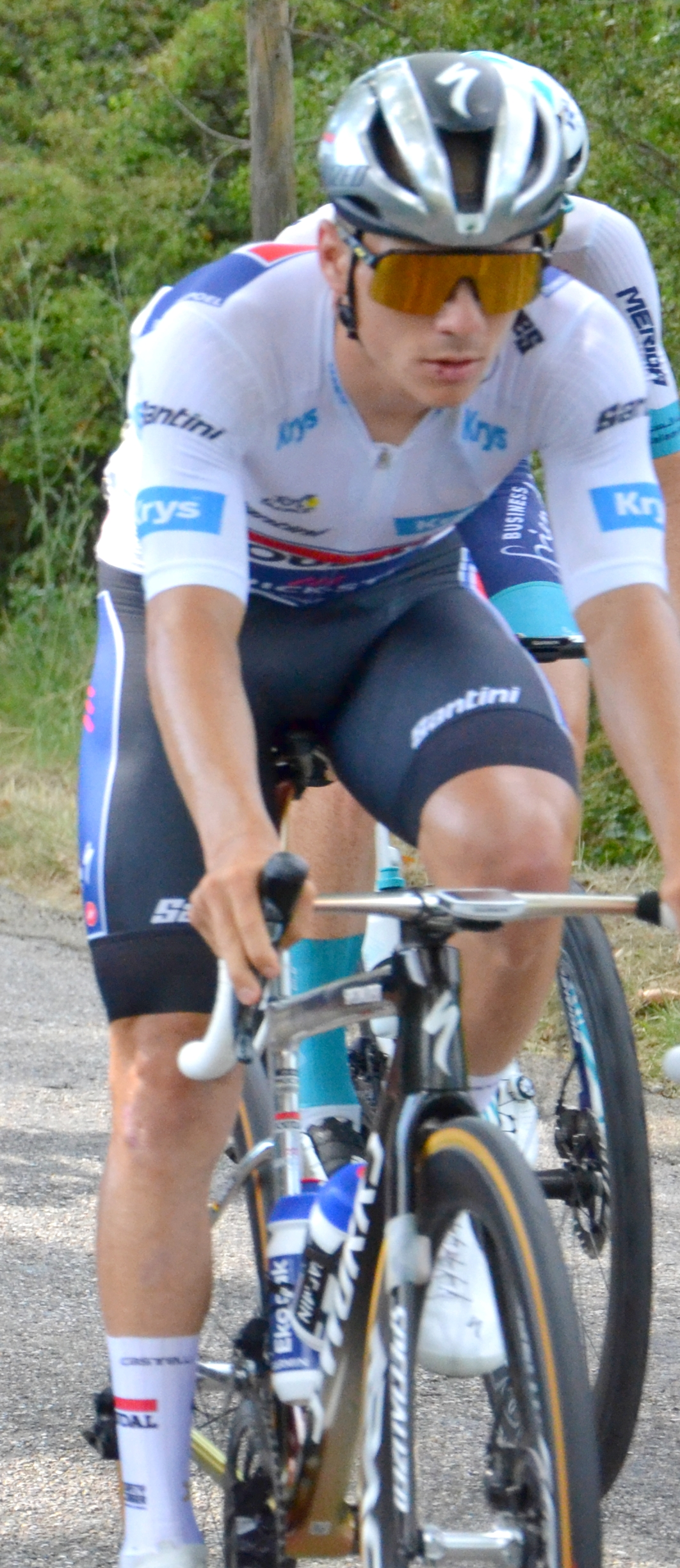
Remco Evenepoel porteur du maillot blanc sur le Tour de France 2024.

Le 29 juin, il est au départ de son premier Tour de France, à Florence, avec les mêmes ambitions que celles affichées en début de saison. Grâce à un retour sur Tadej Pogačar et Jonas Vingegaard dans les derniers mètres de la 2e étape à Bologne, il endosse son premier maillot distinctif du Tour en revêtant le maillot blanc de meilleur jeune et se classe à la deuxième place du classement général avec un temps identique à celui de Pogačar, maillot jaune. Lors de la 4e étape, il franchit le col du Galibier en troisième position à une douzaine de secondes de Pogačar et termine l'étape deuxième à 35 secondes du Slovène, se classant aussi deuxième du classement général. Le 5 juillet, il remporte la 7e étape du Tour de France disputée contre-la-montre entre Nuits-Saint-Georges et Gevrey-Chambertin en devançant Pogačar de 12 secondes et devient ainsi le 109e coureur à avoir remporté une étape sur chacun des trois grands tours et le 16e à avoir gagné un contre-la-montre individuel sur chacun des trois grands tours. Il se classe troisième des 11e, 14e et 15e étapes avec arrivées au sommet derrière Pogačar et Vingegaard et occupe la même place au classement général à partir de la 14e étape. Lors de la 19e étape très montagneuse, derrière un Pogačar inaccessible, il grimpe les dix derniers kilomètres vers Isola 2000 avec Vingegaard dans sa roue, le dernier vainqueur du Tour ne prenant aucun relais dans le but de préserver sa deuxième place au classement général. Le lendemain, il tente de lâcher Vingegaard à deux reprises dans le col de la Couillole mais se fait contrer par le Danois et perd du temps sur celui-ci ainsi que sur Pogačar, une nouvelle fois vainqueur de l'étape. Lors de la dernière étape, un contre-la-montre, il termine troisième derrière Tadej Pogačar et Jonas Vingegaard. En conclusion, Remco Evenepoel termine son premier Tour de France à la troisième place, remporte le maillot blanc du meilleur jeune devant Carlos Rodríguez et Matteo Jorgenson et se classe six fois dans le top 3 d'une étape dont une victoire.

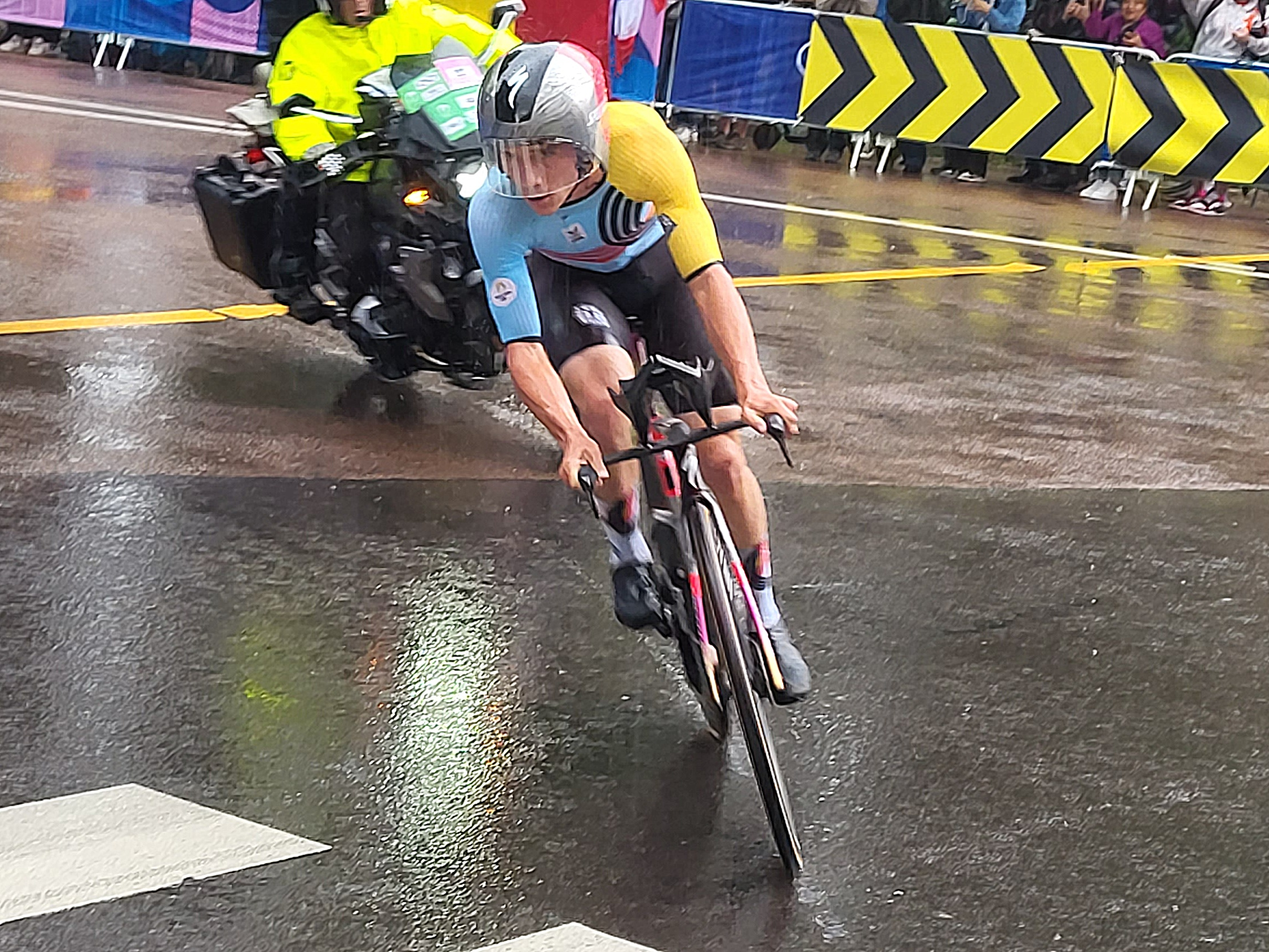
Evenepoel au contre-la-montre des JO de Paris

Six jours après la fin du Tour, il devient champion olympique de contre-la-montre à Paris, sous la pluie, 15 secondes devant Filippo Ganna et 25 secondes devant Wout van Aert, la Belgique glanant ainsi deux médailles en remportant l'or et le bronze. Avec ce sacre olympique, il devient à 24 ans le premier coureur à remporter les quatre titres possibles dans l'épreuve du contre-la-montre après ses victoires continentale (champion d'Europe en 2019), nationale (champion de Belgique en 2022) et mondiale (champion du monde en 2023).

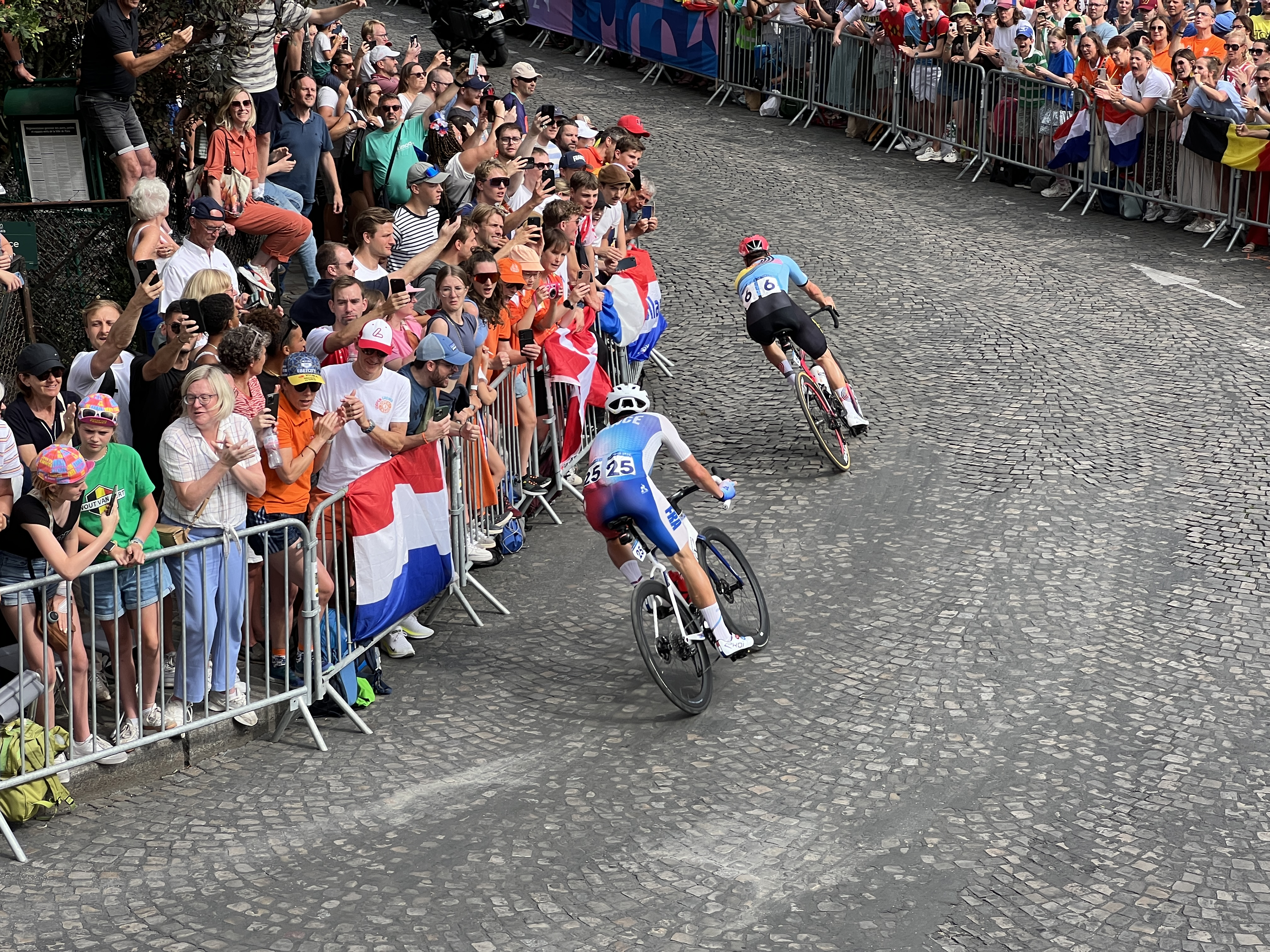
Evenepoel devant Madouas, rue Saint-Éleuthère, lors du final de la course sur route aux jeux Olympiques de 2024 à Paris

Une semaine plus tard, il remporte une seconde médaille d'or olympique en gagnant en solitaire la course sur route, toujours à Paris. Il place une attaque tranchante à 38 km de l'arrivée et revient seul sur le groupe de tête. Par la suite, il lâche tous ses adversaires au train, le dernier à le suivre étant Valentin Madouas qui doit le laisser partir à 15 km du terme. Malgré une crevaison subie à 3,8 km du but, dans la cour du musée du Louvre, il l'emporte avec plus d'une minute d'avance sur Madouas. Avec ses deux médailles d'or, il réussit un doublé olympique inédit en cyclisme sur route chez les hommes. Ce doublé avait été réalisé chez les femmes aux Jeux olympiques de 2000 à Sydney par la Néerlandaise Leontien van Moorsel.
Après un mois sans compétition, il prend part pour la première fois de sa carrière au Tour de Grande-Bretagne en guise de préparation pour les championnats du monde à Zurich. Lors de la 1re étape, il participe à la victoire de son jeune équipier Paul Magnier en préparant le sprint de celui-ci. Il ne peut suivre le rythme du peloton à la fin de la 3e étape froide et pluvieuse mais collabore encore aux deux autres victoires de Paul Magnier pour les 4e et 5e étapes déclarant "qu'il ne pouvait pas faire plus". 
Le 22 septembre, malgré un déraillement une minute avant le départ résolu in extremis, il remporte pour la seconde fois consécutive le contre-la-montre aux championnats du monde à Zurich en devançant les Italiens Filippo Ganna et Edoardo Affini de 6 et 54 secondes, réalisant ainsi un doublé avec le titre olympique du chrono obtenu deux mois plus tôt. Une semaine plus tard, il termine cinquième de la course en ligne de ces championnats du monde dominée par un numéro en solo de Tadej Pogačar. Il conclut sa saison 2024 en Italie où il participe à trois courses en préparation du Tour de Lombardie qu'il termine à la deuxième place plus de trois minutes derrière un Pogačar inaccessible. 
Triple médaillé d'or (deux médailles aux JO de Paris et une aux championnats du monde), il a gagné neuf courses dont cinq contre-la-montre en 2024, est monté sur le podium de son premier Tour de France et termine l'année pour la première fois à la 2e place au classement mondial UCI.
Le 3 décembre, lors d'un entrainement à Oetingen (province du Brabant flamand), il percute violemment la portière d'un véhicule de bpost, la poste belge, qui s'ouvre au moment de son passage. Le cadre de son vélo se brise en deux. Emmené en ambulance à l'hôpital, il souffre de fractures à l'omoplate, à une côte et à la main. Des examens complémentaires ont aussi révélé une luxation de la clavicule droite avec déchirures ligamentaires ainsi que des contusions aux poumons. Il est opéré le jour même à Herentals et sorti de l'hôpital le lendemain. Selon Patrick Lefevere, le manager de son équipe, il devra probablement rester huit semaines sans vélo.

##### 2025: dernière saison en demi-teinte avec la Soudal Quick-Step
Remco Evenepoel déclare au début de l'année 2025 espérer un retour à la compétition pour la mi-avril lors de la Flèche brabançonne avant une participation aux classiques ardennaises. Ensuite, il devrait s'aligner sur le Tour de Romandie et le Dauphiné, en guise de préparation pour le Tour de France. Avant de reprendre la compétition, il déclare avoir connu depuis son accident du 3 décembre des moments très difficiles physiquement et mentalement, doutant de son avenir dans le cyclisme.
Il reprend effectivement la compétition le 18 avril lors de la Flèche brabançonne et gagne cette course en réglant Wout van Aert dans un sprint à deux. C'est la soixantième victoire de sa carrière professionnelle. Deux jours plus tard, sur l'Amstel Gold Race, il est pris dans une chute collective à 107 kilomètres de l'arrivée. Ensuite, il parvient à revenir avec Mattias Skjelmose sur Tadej Pogačar qui s'était isolé en tête pendant une quarantaine de kilomètres mais doit s'incliner au sprint derrière ces deux adversaires. Dans la Flèche wallonne, il coince dans l'ascension finale du Mur de Huy et termine à la neuvième place d'une course remportée par Tadej Pogačar. Sur Liège-Bastogne-Liège, il aborde la côte de la Redoute placé assez loin dans le peloton alors que Pogačar part seul devant, reste ensuite piégé dans différents groupes sur les kilomètres suivants puis est décramponné dans la Roche-aux-faucons. Il termine la course en roue libre déclarant " qu'il n’avait pas les jambes" et "que la course était trop longue pour lui aujourd’hui". Deux jours après Liège, il est au départ du Tour de Romandie où il termine à la huitième place du prologue à Saint-Imier à 4 secondes du vainqueur Samuel Watson. Il ne peut suivre les meilleurs lors de l'ascension finale vers Thyon 2000 (4e étape) et concède 1 min 29 sec sur Lenny Martinez, le vainqueur du jour. Il remporte la dernière étape disputée en contre-la-montre autour de Genève et remonte à la cinquième place du classement final de la course.

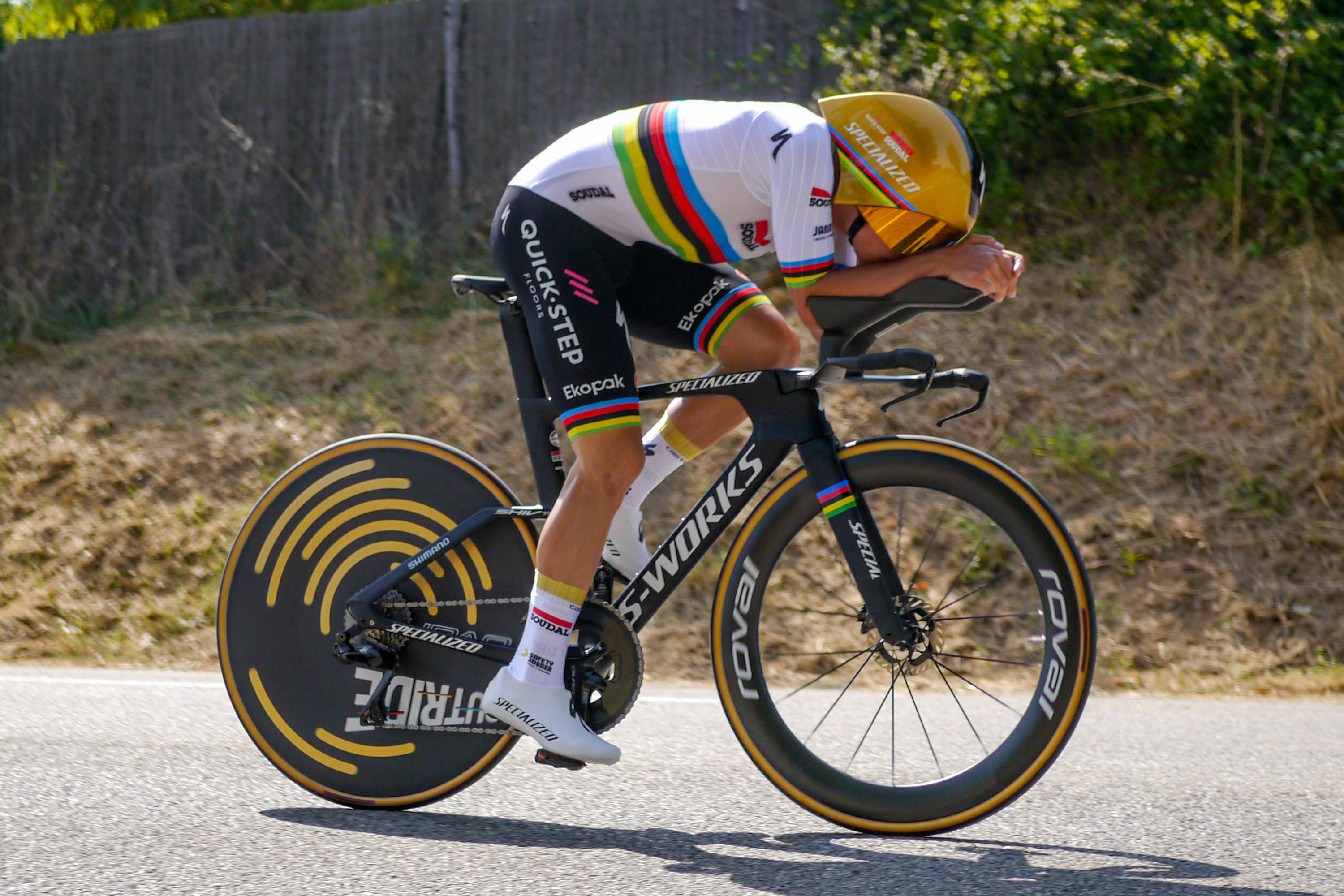
Remco Evenepoel entre Charmes-sur-Rhône et Soyons, lors de la 4e étape du Critérium du Dauphiné 2025

Le 8 juin, il est au départ du Critérium du Dauphiné. Il fait partie de la bonne échappée à la fin de la 1re étape et termine quatrième derrière les autres favoris de la course Tadej Pogačar et Jonas Vingegaard. Il survole la 4e étape disputée contre-la-montre sur 17,4 km reléguant Vingegaard à 21 secondes et Pogačar à 49 secondes et s'empare du maillot jaune avec 4 secondes d'avance sur Florian Lipowitz. Cette victoire est la millième de l'équipe Soudal Quick-Step, active depuis 2003. Après une chute dans le dernier kilomètre de la 5e étape, il ne peut suivre le lendemain Pogačar et Vingegaard à 7,5 km de l'arrivée dans la montée vers Combloux et perd 1 min 50 sec sur le Slovène ainsi que son maillot jaune. Les deux dernières étapes confirment la hiérarchie établie. Il termine à la quatrième place du classement général à plus de quatre minutes de Pogačar. Après la course, il révèle avoir été moins bien suite aux séquelles de sa chute de la 5e étape et à cause d'un problème d'allergie au pollen réduisant le passage de l’air et donc l’oxygénation des poumons et des muscles.
Le 27 juin, il remporte un second titre de champion de Belgique du contre-la-montre à Brasschaat sur un parcours plat de 40 kilomètres alors que plusieurs prétendants au podium s’étaient retirés de la liste de départ. Deux jours plus tard, lors de la course en ligne de ces championnats nationaux à Binche, il emmène un groupe de chasse qui ne collabore guère derrière Tim Wellens, parti seul à 42 kilomètres de l'arrivée, et doit se contenter de la deuxième place.
Lors de la 1re étape du Tour de France arrivant à Lille, il est piégé dans une bordure initiée à 17 kilomètres de l'arrivée et concède 39 secondes à plusieurs de ses principaux adversaires. Il gagne la 5e étape disputée contre-la-montre sur 33 kilomètres autour de Caen. Il devance Tadej Pogačar de 16 secondes, remonte à la deuxième place du classement général à 42 secondes du Slovène et endosse le maillot blanc du meilleur jeune. Il s'agit de sa vingtième victoire professionnelle obtenue dans un contre-la-montre individuel. Lors de la 12e étape, il ne peut suivre les meilleurs dans l'ascension du col du Soulor mais parvient à revenir dans la descente précédant la montée finale vers Hautacam où il est de nouveau décroché et se classe septième à 3 min 35 sec de Pogačar. Le lendemain, il réalise une contre performance sur le contre-la-montre en côte de Peyragudes en terminant à la douzième place à 2 min 40 sec du Slovène. Lâché dès le pied de l’ascension du Tourmalet, première difficulté de la 14e étape et aux prises à de mauvaises sensations et visiblement diminué depuis trois étapes, il prend la décision d’abandonner, alors porteur du maillot blanc et troisième du classement général. Cinq jours après son abandon, il explique s’être présenté au départ du Tour avec une côte cassée suite à une chute survenue lors des championnats de Belgique le 29 juin et un corps épuisé. Ayant besoin de repos, il ne s'aligne pas sur la Classique de Saint-Sébastien.
Le 5 août, il est annoncé que Remco Evenepoel quitte officiellement Soudal Quick-Step pour rejoindre l'équipe allemande Red Bull–Bora–Hansgrohe dès 2026. Bien qu'il lui reste encore une année de contrat, après avoir pris le temps de consulter les sponsors et partenaires, la direction et les propriétaires de l’équipe Soudal Quick-Step ont décidé qu’il était dans l’intérêt de toutes les parties d’accepter que Remco Evenepoel puisse partir à la fin de la saison 2025.

## Matériel
Lors du contre-la-montre du 17 février 2024 du Tour de l'Algarve à Albufeira qu'il a remporté, Remco Evenepoel a utilisé pour la première fois en course un monoplateau de 62 dents à l'avant et une cassette de 12 vitesses allant de 11 à 34 dents à l'arrière. Il dit s’être inspiré de son ami Victor Campenaerts, ancien recordman de l'heure, qui avait initié ce plateau de 62 dents. Evenepoel déclare qu'un tel plateau est un maximum, qu'il ne peut être utilisé que sur un certain type de parcours assez rapide et sans longue montée et que le réglage doit être parfait. Pour le contre-la-montre plat des championnats de Belgique de 2025 à Brasschaat, il utilise un monoplateau de 64 dents à l'avant et une cassette allant de 11 à 30 dents à l'arrière. Il déclare que cette configuration sera celle retenue pour la 5e étape du Tour de France 2025 qui se déroulera deux semaines plus tard à Caen.

## Style
Doté d'une endurance phénoménale, d'une souplesse au niveau du dos et des reins lui conférant de très bonnes qualités aérodynamiques, à l'image de Jacques Anquetil en son temps, et considéré dès ses débuts en cyclisme comme l'un des grands espoirs du cyclisme international, Remco Evenepoel excelle en contre-la-montre et est capable de réaliser de longues échappées victorieuses. En 2020, Cyrille Guimard considère déjà qu'Evenepoel est plus fort qu'Eddy Merckx ou Bernard Hinault et que son potentiel lui permettra de gagner des Grands Tours. Le Druide pense que le passé de footballeur du jeune Belge lui a permis d'obtenir des capacités physiques précieuses mais qu'il a pu être affaibli par les séquelles de sa chute sur le Tour de Lombardie. Guimard, tout comme Jacky Durand, estiment qu'à côté de ce potentiel phénoménal, Evenepoel souffre au départ de sa carrière professionnelle de grandes lacunes techniques, dues au fait qu'il a commencé le vélo à 17 ans. Outre la technique et les descentes, les autres points faibles d'Evenepoel sont les sprints massifs et les pavés.

## Palmarès

### Junior
- 2017
  - 3e étape de la Bizkaiko Itzulia
  - 2e étape B de Aubel-Thimister-La Gleize
  - Route des Géants
  - La Philippe Gilbert Juniors
  - 2e de la Bizkaiko Itzulia
- 2018
  -  Champion du monde sur route juniors
  -  Champion du monde du contre-la-montre juniors
  -  Champion d'Europe sur route juniors
  -  Champion d'Europe de contre-la-montre juniors
  -  Champion de Belgique sur route juniors
  -  Champion de Belgique du contre-la-montre juniors
  - Kuurne-Bruxelles-Kuurne juniors
  - Guido Reybrouck Classic
  - 3e étape de la Ster van Zuid-Limburg
  - Course de la Paix juniors :
    - Classement général
    - 2e (contre-la-montre) et 4e étapes

  - Trophée Centre Morbihan :
    - Classement général
    - 1re étape

  - Grand Prix Général Patton :
    - Classement général
    - 1re et 2e étapes

  - Aubel-Thimister-Stavelot :
    - Classement général
    - 3e étape

  - Giro della Lunigiana : 
    - Classement général
    - 1re, 2e et 4e étapes

  - Chrono des Nations-Les Herbiers-Vendée juniors

### Professionnel
| - 2019 - Champion d'Europe du contre-la-montre - Tour de Belgique : - Classement général - 2e étape - Classique de Saint-Sébastien - 3e étape de l'Adriatica Ionica Race - Médaillé d'argent du championnat du monde du contre-la-montre - 3e du championnat de Belgique du contre-la-montre - 4e du Tour de Turquie - 2020 - Tour de San Juan : - Classement général - 3e étape (contre-la-montre) - Tour de l'Algarve : - Classement général - 2e et 5e (contre-la-montre) étapes - Tour de Burgos : - Classement général - 3e étape - Tour de Pologne : - Classement général - 4e étape - 2021 - Tour de Belgique : - Classement général - 2e étape (contre-la-montre) - Tour du Danemark : - Classement général - 3e et 5e (contre-la-montre) étapes - Course des raisins - Brussels Cycling Classic - Coppa Bernocchi - Médaillé d'argent du championnat d'Europe sur route - 2e du championnat de Belgique du contre-la-montre - Médaillé de bronze du championnat du monde du contre-la-montre - Médaillé de bronze du championnat d'Europe du contre-la-montre - 3e du championnat de Belgique sur route - 9e du contre-la-montre des Jeux olympiques - 2022 - Champion du monde sur route - Champion de Belgique du contre-la-montre - 1re étape du Tour de la Communauté valencienne - Tour de l'Algarve : - Classement général - 4e étape (contre-la-montre) - Liège-Bastogne-Liège - Tour de Norvège : - Classement général - 1re, 3e et 5e étapes - 8e étape du Tour de Suisse (contre-la-montre) - Classique de Saint-Sébastien - Tour d'Espagne - Classement général - Classement du meilleur jeune - 10e (contre-la-montre) et 18e étapes - 2e du Tour de la Communauté valencienne - Médaillé de bronze du championnat du monde du contre-la-montre - 4e du Tour du Pays basque | - 2023 - Champion du monde du contre-la-montre - Champion de Belgique sur route - Tour des Émirats arabes unis : - Classement général - 2e étape (contre-la-montre par équipes) - 3e et 7e étapes du Tour de Catalogne - Liège-Bastogne-Liège - 1re (contre-la-montre) et 9e (contre-la-montre) étapes du Tour d'Italie - 7e étape du Tour de Suisse - Classique de Saint-Sébastien - 3e, 14e et 18e étapes du Tour d'Espagne - 2e du Tour de Catalogne - 2e du Chrono des Nations-Les Herbiers-Vendée - 3e du Tour de Suisse - 9e du Tour de Lombardie - 2024 - Champion olympique sur route - Champion olympique du contre-la-montre - Champion du monde du contre-la-montre - Figueira Champions Classic - Tour de l'Algarve - Classement général - 4e étape (contre-la-montre) - 8e étape de Paris-Nice - 4e étape (contre-la-montre) du Critérium du Dauphiné - 7e étape du Tour de France (contre-la-montre) - 2e de Paris-Nice - 2e du Tour de Lombardie - 3e du Tour de France - 5e du championnat du monde sur route - 7e du Critérium du Dauphiné - 2025 - Champion de Belgique du contre-la-montre - Flèche brabançonne - 5e étape du Tour de Romandie (contre-la-montre) - 4e étape du Critérium du Dauphiné (contre-la-montre) - 5e étape du Tour de France (contre-la-montre) - 2e du championnat de Belgique sur route - 3e de l'Amstel Gold Race - 4e du Critérium du Dauphiné - 5e du Tour de Romandie - 9e de la Flèche wallonne |  |

### Résultats sur les grands tours

#### Tour de France
2 participations
- 2024 : 3e,  vainqueur du classement du meilleur jeune, vainqueur de la 7e étape (contre-la-montre)
- 2025 : abandon (14e étape), vainqueur de la 5e étape (contre-la-montre)

#### Tour d'Italie
2 participations
- 2021 : non-partant (18e étape)
- 2023 : non-partant (10e étape), vainqueur des 1re (contre-la-montre) et 9e (contre-la-montre) étapes,  maillot rose pendant 4 jours.

#### Tour d'Espagne
2 participations
- 2022 :  Vainqueur du classement général,  vainqueur du classement du meilleur jeune, vainqueur des 10e (contre-la-montre) et 18e étapes,  maillot rouge pendant 16 jours
- 2023 : 12e,  vainqueur du classement de la montagne, prix de la combativité, vainqueur des 3e, 14e et 18e étapes,  maillot rouge pendant 3 jours

### Résultats sur les courses par étapes
Ce tableau présente les résultats de Remco Evenepoel sur les courses par étapes de l'UCI World Tour hors Grands Tours auxquelles il a participé.
| AB | Abandon | HD | Hors-délais | - | Pas de participation | X | Pas d'épreuve |

| Année | UAE Tour  | Paris-Nice | Tirreno-Adriatico | Tour de Catalogne | Tour du Pays basque | Tour de Romandie | Critérium du Dauphiné | Tour de Suisse | Tour de Pologne | Benelux Tour → Renewi Tour |
| ----- | --------- | ---------- | ----------------- | ----------------- | ------------------- | ---------------- | --------------------- | -------------- | --------------- | -------------------------- |
| 2019  | AB        | -          | -                 | -                 | -                   | 76e              | -                     | -              | -               | -                          |
| 2020  | -         | -          | -                 | X                 | -                   | X                | -                     | -              | Vainqueur       | -                          |
| 2021  | -         | -          | -                 | -                 | -                   | -                | -                     | -              | -               | AB                         |
| 2022  | -         | -          | 11e               | -                 | 4e                  | -                | -                     | 11e            | -               | X                          |
| 2023  | Vainqueur | -          | -                 | 2e                | -                   | -                | -                     | 3e             | -               | -                          |
| 2024  | -         | 2e         | -                 | -                 | AB                  | -                | 7e                    | -              | -               | -                          |
| 2025  | -         | -          | -                 | -                 | -                   | 5e               | 4e                    | -              | -               |                            |

### Résultats sur les classiques, JO, mondiaux et championnats d’Europe
Ce tableau présente les résultats de Remco Evenepoel sur courses d'un jour de l'UCI World Tour auxquelles il a participé, ainsi qu'aux différentes compétitions internationales.
| Légende | Légende | Légende | Légende     | Légende | Légende              | Légende | Légende       |
| ------- | ------- | ------- | ----------- | ------- | -------------------- | ------- | ------------- |
| Ab.     | Abandon | HD      | Hors-délais | -       | Pas de participation | ×       | Pas d'épreuve |

| Année | Amstel Gold Race | Flèche wallonne | Liège-Bastogne-Liège (Mo) | Classique de Saint-Sébastien | Grand Prix de Québec | Grand Prix de Montréal | Tour de Lombardie (Mo) | Europe - CLM | Europe - Course en ligne | JO - CLM  | JO - course en ligne | Mondial - CLM | Mondial - Course en ligne |
| ----- | ---------------- | --------------- | ------------------------- | ---------------------------- | -------------------- | ---------------------- | ---------------------- | ------------ | ------------------------ | --------- | -------------------- | ------------- | ------------------------- |
| 2019  | -                | -               | -                         | Vainqueur                    | 99e                  | 53e                    | -                      | Vainqueur    | -                        | x         | x                    | 2e            | Ab.                       |
| 2020  | -                | -               | -                         | ×                            | ×                    | ×                      | Ab.                    | -            | -                        | ×         | ×                    | -             | -                         |
| 2021  | -                | -               | -                         | -                            | x                    | x                      | 19e                    | 3e           | 2e                       | 9e        | 49e                  | 3e            | 62e                       |
| 2022  | -                | 43e             | Vainqueur                 | Vainqueur                    | -                    | -                      | -                      | -            | -                        | x         | x                    | 3e            | Vainqueur                 |
| 2023  | -                | -               | Vainqueur                 | Vainqueur                    | -                    | -                      | 9e                     | -            | -                        | x         | x                    | Vainqueur     | 25e                       |
| 2024  | -                | -               | -                         | -                            | -                    | -                      | 2e                     | -            | -                        | Vainqueur | Vainqueur            | Vainqueur     | 5e                        |
| 2025  | 3e               | 9e              | 59e                       | -                            |                      |                        |                        |              |                          | x         | x                    |               |                           |

### Classements mondiaux
| Année                                 | 2019 | 2020 | 2021 | 2022 | 2023 | 2024 |
| ------------------------------------- | ---- | ---- | ---- | ---- | ---- | ---- |
| Classement mondial                    | 39e  | 20e  | 14e  | 3e   | 3e   | 2e   |
| UCI Europe Tour                       | 29e  | 18e  | 11e  | 3e   | 3e   | 2e   |
|                                       |      |      |      |      |      |      |
| Légende : nc = non classéSource : UCI |      |      |      |      |      |      |

## Distinctions
- Vélo de cristal du meilleur jeune en 2018
- Sportif espoir belge de l'année en 2018
- Vélo de cristal en 2019, 2022, 2023 et 2024
- Sportif belge de l'année en 2019, 2022, 2023 et 2024
- Trophée Flandrien en 2022 et 2024
- Trophée national du Mérite sportif en 2022
- Vélo d'or en 2022[169]
- Citoyen d'honneur de Dilbeek en 2022.
- Géant flamand (nl) en 2022[170]
- Joyau du sport flamand (nl): 2022[171]